# Gatineau
Pour les articles homonymes, voir Gatineau (homonymie).
Gatineau est une ville du sud-ouest du Québec, au Canada. Il s'agit de la quatrième ville la plus peuplée de la province avec 291 041 habitants en 2021. Elle est située sur la rive nord de la rivière des Outaouais, face à Ottawa, la capitale du Canada située en Ontario. Gatineau s'étend à l'est et à l'ouest de la rivière Gatineau. Elle est la ville la plus importante de la région administrative de l'Outaouais. Elle forme, avec Ottawa, la région de la capitale nationale du Canada (Ottawa-Gatineau), qui constitue la quatrième agglomération du pays, après Toronto, Montréal et Vancouver.

## Toponymie
Avec l'arrivée de Philemon Wright, la ville de Gatineau est née en 1800, portant son premier nom, Wright's Town. Le nom deviendra en 1875, lors de son incorporation municipale, la Ville de Hull. Le nom Gatineau est celui que la ville porte depuis la fusion municipale de 2002, qui vient de l'ancien nom de la ville de Gatineau, qui représente pour la majorité de la population l'ancienne ville, et non Hull.
Il existe deux hypothèses pour expliquer l’origine du nom de la ville, qui serait soit d’origine autochtone, soit d’origine française.
1. Le nom de la rivière et de la ville proviendrait de l'anishinaabemowin (langue des Anishinaabeg Algonquins) Tenagatino Zibi, selon les aînés de Kitigan Zibi[3].
2. Dans son article de 1889 publié dans l'Echo de la Gatineau[4], Benjamin Sulte écrit : « Il y a cent ans, la famille Gatineau était, éteinte, ou à peu près ; il n'est guère probable que l'on ait attendu sa disparition pour consacrer le souvenir des trois ou quatre traiteurs de fourrures qu'elle a produits. La coutume a dû s'établir du vivant de ces hommes, et parce qu'ils trafiquaient dans ces lieux. De ce dernier fait, par exemple, je ne suis pas certain. » De ses propres mots, Sulte écrit qu'il crée un mythe et que l'histoire que la famille Gatineau donne son nom à la rivière est un mythe, inventé par Sulte lui-même. Selon Sulte, le nom Gatineau proviendrait de la famille Gastineau — pas Gatineau — l'un de ses membres, Nicolas Gastineau sieur Duplessis (1627-1689)[5],[6].

Le toponyme Lettinoe, Gateno, Gatteno et Gatineau apparaît :
- le nom Lettinoe, dans un rapport d'un lieutenant Jones en 1783 ;
- les noms Gateno, Gatteno et Gatenoe dans plusieurs documents et lettres écrits par Philemon Wright, le colonel John By, et par l'arpenteur Theodore Davis (1800 à 1831) ;
- sur la description topographique de la région en 1831 faite par l’arpenteur canadien Joseph Bouchette ;
- dans une lettre datée du 22 mai 1838 que Mgr Lartigue, évêque de Montréal, écrit à Mgr Patrick Phelan, évêque de Kingston ;
- sur la carte de William Henderson en 1831 ;
- sur la carte de Thomas Devine, en 1861.

## Histoire

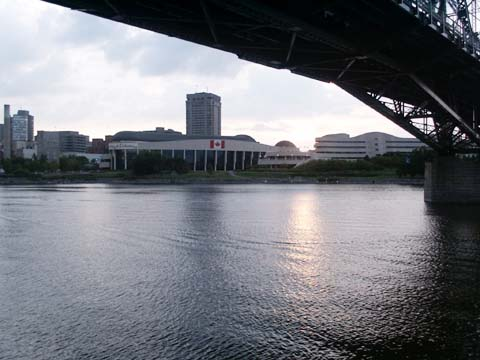
Gatineau vue de la rivière des Outaouais

Au début du XVIIe siècle, Étienne Brûlé suivi de Nicolas Vignau et de Samuel de Champlain furent les premiers Européens à se rendre dans la région, en empruntant la rivière des Outaouais, appelée jadis Kitchisippi, ce qui signifie Grande Rivière. Cette rivière était la plus importante voie de communication fluviale des autochtones d'Amérique du Nord. Toutes les fourrures du temps de la Nouvelle-France transitèrent par ce cours d'eau.
Avant l'arrivée de Philemon Wright, de Woburn au Massachusetts, en 1800, Gatineau partage l'histoire de toutes les régions que baigne la rivière des Outaouais, principale voie navigable sur la « Route de l'Ouest ». Les explorateurs, les missionnaires, les marchands de fourrures et les militaires des régimes français et anglais empruntent les sentiers de portage qui longent la rivière. Le long d'un de ces sentiers, celui du Deuxième portage de la Chaudière (ou « Portage du Milieu »), situé dans le parc Brébeuf, se trouvent des marches de pierre grossièrement taillées à même le roc par les voyageurs.
Wright's Town (plus tard, la Ville de Hull et ensuite, Gatineau) est le premier établissement permanent sur la rivière des Outaouais. Wright et ses associés se voient concéder de vastes terres dans les cantons de Hull et de Templeton. La petite communauté agricole de Wright’s Town se tourne rapidement vers la production de bois équarri pour le marché britannique. Le premier train de bois en provenance de la région, le Colombo, atteint Québec en 1806, marquant ainsi les débuts de l'industrie du bois dans la vallée de l'Outaouais.
En 1820, avant que les immigrants de Grande-Bretagne soient arrivés en grand nombre, le canton de Hull avait une population de 707 habitants, y compris 365 hommes, 113 femmes et 229 enfants. La grande différence dans le nombre d'hommes et de femmes était dû au travail des hommes dans le commerce du bois. En 1824, il y avait 106 familles et 803 personnes. Pendant le reste des années 1820, la population de Hull a doublé, en raison de l'arrivée des protestants de l'Ulster. En 1851, la population du comté d'Ottawa était 11 104, dont 2 811 qui vivaient dans le canton de Hull. En comparaison, Bytown avait une population de 7 760 en 1851. En 1861, le comté d'Ottawa avait une population de 15 671, dont 3 711 vivaient dans Hull Township. La hausse progressive à la population canadienne française par canton a continué au fil des ans, les Canadiens français n’étant que 10 % de la population en 1850, devenant 50 % en 1870, et 90 % en 1920. Le développement industriel du milieu du XIXe siècle attire à Hull de nombreux travailleurs canadiens-français, ce qui modifie radicalement sa composition ethnique et religieuse.
Les guerres napoléoniennes, sévissant en Europe, privent la Grande-Bretagne du bois scandinave nécessaire à l'entretien de sa flotte maritime. La forêt outaouaise regorge d'immenses pins blancs, de dimension semblable aux séquoias de l'Ouest canadien et propriété de Sa Majesté. C'est ainsi que l'ère de l'industrie de la coupe de bois a débuté. Pour une grande partie du XIXe siècle, ces trains de bois équarri descendraient la rivière des Outaouais jusqu'à sa jonction avec le fleuve Saint-Laurent, à la pointe ouest de l'île de Montréal, ensuite jusqu'à Québec et enfin, en route vers les îles Britanniques. La rivière des Outaouais est impraticable à plusieurs endroits, ce qui donna lieu à l'invention des glissoirs à bois pour le passage de ces différents portages. Le fameux glissoir à la hauteur des chutes de la Chaudière, par exemple, fut construit par Ruggles, le fils de Philemon Wright.

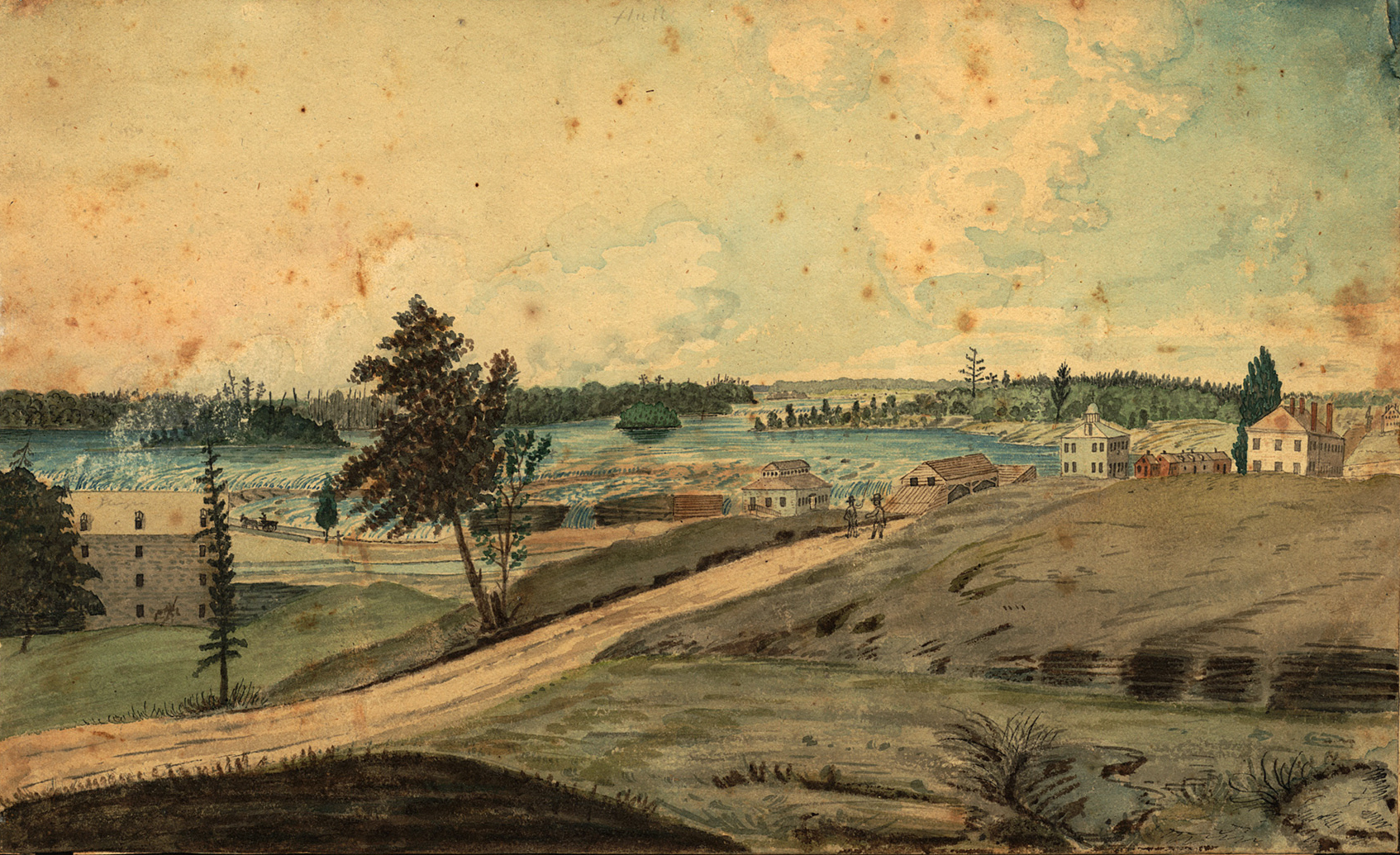
Hull, Bas-Canada, peinture de Wright's Town et des chutes de la Chaudière par l'artiste Thomas Burrowes (1830).

Le succès de la coupe de bois, organisée par Wright, attirent d'autres hommes d'affaires dans la région, tels les Nicholas Sparks, Andrew Leamy, Archibald McMillan, Levi Bigelow, Baxter Bowman, Justus Smith, les frères Hamilton, les frères John et Frank Ross, John Thompson, James Maclaren, Ezra Butler Eddy, John Rudolphus Booth.
L'exploitation de la forêt s'étend à l'ouest jusque dans le Pontiac et vers le nord, sur les berges des rivières Gatineau et du Lièvre. Les chantiers de bûcherons, scieries, usines de pulpe de bois, usines de fabrication d'allumettes, mines de phosphore, centrales hydro-électriques privées, et l'agriculture seront les principales sources de travail pour les gens de l'Outaouais, avec le centre commercial à Hull, de 1800 jusqu'à l'implantation des infrastructures fédérales dans les années 1970.
La guerre de 1812-1815, opposant les États-Unis et la Grande-Bretagne, a comme terrain de bataille le Haut et le Bas-Canada. Les deux colonies abritent un nombre insuffisant de garnisons britanniques pour la protection des villes mais les Canadiens aidés d'autochtones et de leurs techniques de guérilla, mettront en échec les assauts ennemis sur Châteauguay et Kingston. Un problème criant de voies de communication entre les colonies apparaît lors de ce conflit. Pour y remédier, la couronne britannique fait construire des canaux dans l’axe de navigation Montréal-Ottawa-Kingston pour assurer la liaison entre ses garnisons par une autre voie que le Saint-Laurent. Ainsi naîtront le canal Rideau, reliant Ottawa à Kingston, et les canaux permettant de contourner les rapides du Long-Sault sur l’Outaouais, reliant Montréal à Ottawa. Les canaux attireront des gens d'affaires et la colonisation anglophone tant attendue. Ce sera l'arrivée en masse des Irlandais catholiques dans la région et ils serviront de main-d'œuvre pour la construction des canaux.

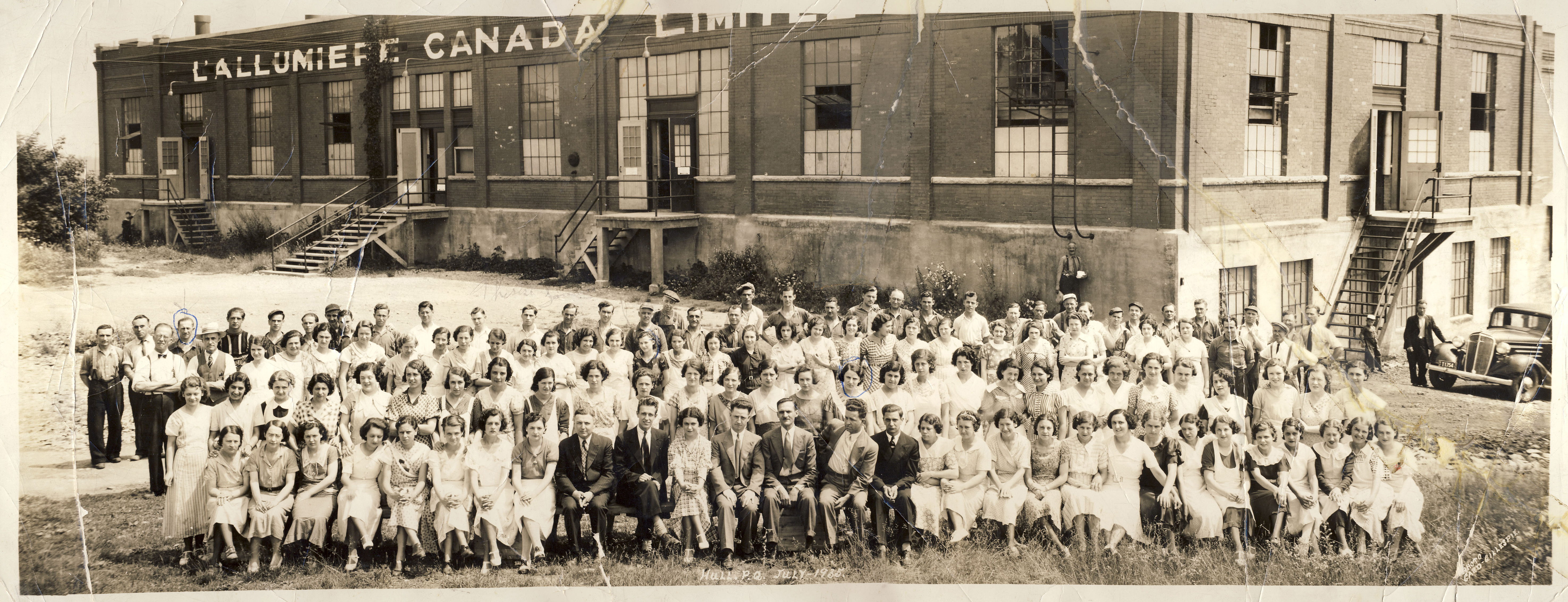
L'Allumière en 1935, Gatineau.

Ezra Butler Eddy, originaire du Vermont, s'établit à Hull en 1851 et s'enrichit en fabriquant des allumettes, des planches à laver et des épingles à linge. Dans les années 1870, il devient l'un des plus importants exploitants de scieries à la chute de la Chaudière. Sa fabrique d'allumettes et d'articles de fibre de bois induré, tout comme ses initiatives novatrices dans le domaine de la fabrication de la pâte (1889) et du papier (1890), feront de Hull l’un des principaux centres de l’industrie papetière. Par la suite, des fabriques de haches, des abattoirs et usines de transformation de la viande, des filatures et d'autres industries connexes s'y installeront.

### Conflits ouvriers majeurs
Bientôt, la colonisation bat son plein en Outaouais avec l'arrivée massive des Irlandais et d'une proportion de plus en plus importante d'immigrants francophones. Les vieilles familles comme les Wright, les Papineau, les Egan, les Hamilton, se voient entrer en lutte contre de nouveaux arrivants qui veulent aussi tirer parti de la manne du bois. Le conflit s'amorce quand les travailleurs irlandais, sous la direction de Peter Aylen, se lancent violemment contre les ouvriers francophones afin de les déplacer de leurs emplois de draveurs. En plus, certains employeurs exerceront une pression à la baisse sur les salaires en montant les travailleurs ennemis les uns contre les autres. Les ouvriers francophones et irlandais s'affronteront ouvertement dans les rues de Bytown (du nom du colonel qui fit construire le canal Rideau). Il y aura des affrontements armés et des morts par balles. Ce conflit est connu sous le nom de la guerre des Shiners (1835-1845) et créera un héros pour les travailleurs francophones en Jos Montferrand, reconnu par ses exploits mythiques.

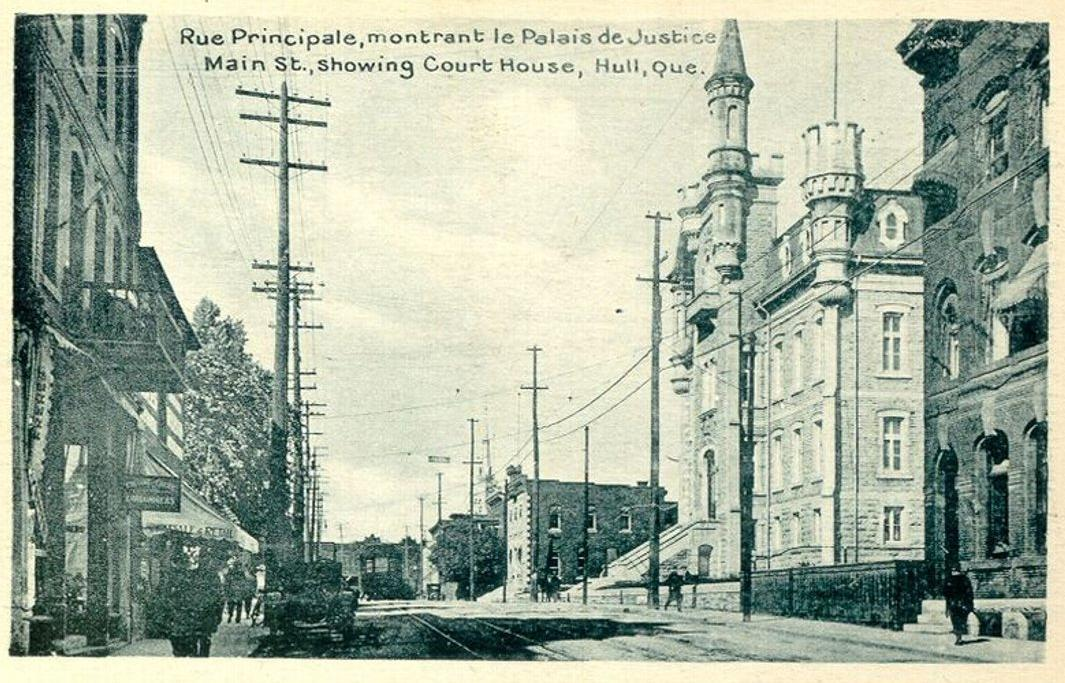
Rue principale de Hull en 1908.

Le 8 octobre 1906 une importante grève des 400 employés de la compagnie Maclaren éclate. La compagnie refuse de négocier et fait appel aux policiers, aux gardes privés et aux briseurs de grève. Les policiers ouvrent le feu sur les grévistes. Bilan : deux morts: Thomas Bélanger, président de l'union, et François Thériault, secrétaire de l'union; et plusieurs blessés. La loi de l'émeute est invoquée par le maire et l'armée intervient. Plusieurs grévistes sont arrêtés et condamnés à l'emprisonnement. Après la grève, la compagnie établit une liste noire des employés, cette liste affecte les enfants et petits-enfants des employés inscrits sur cette liste, qui ne pourront jamais plus travailler chez Maclaren.
E.B. Eddy entre dans l'histoire en 1919 date à laquelle les premières travailleuses au Québec déclenchent une grève; ses allumettières. En 1924 la compagnie les mettra en lock-out. En commémoration de l'importance de ces travailleuses dans l'économie de la ville, Gatineau nommera un boulevard en leur honneur, le boulevard des Allumettières

### Des figures marquantes
Plusieurs figures légendaires ont marqué l'histoire de la ville. Parmi elles, on retrouve notamment Joseph Montferrand, un Montréalais qui vint s'établir en Outaouais pour passer le reste de sa vie de travailleur dans les forêts. Le folklore de ses exploits, car il y avait très peu de faits vérifiables, serait qu'il défendit les Canadiens français contre les Irlandais lors de la guerre des Shiners, à Bytown. Ses prouesses, avec ses poings et ses bottes sont devenues légendes populaires. Certaines racontent qu'il a laissé l'empreinte de son pied dans le plafond de nombreux hôtels et nombreuses tavernes. D'autres parlent d'un exploit qu'il aurait accompli sur un pont en frappant des dizaines d'Irlandais avec un tronc d'arbre.
Le père Reboul est un autre personnage qui marqua la ville de par son dévouement. Le père Reboul visitait les chantiers dans les environs, ainsi que les camps de bûcherons. Il alla porter les problèmes de la ville, ainsi que ses besoins, au siège du gouvernement et c'est ainsi qu'il devint le héros et héraut. En 1866, après plusieurs années de demandes aux autorités provinciales, le père Reboul, avec l'aide d'Andrew Leamy, a réussi à obtenir une commission scolaire autonome pour la ville. Une rue et une école portent encore son nom en hommage à cet homme.

### Patrimoine
La flottaison des billes de bois (localement appelés billots) sur la rivière des Outaouais figurait à l'envers des billets d'un dollar canadien jusqu'à son remplacement par une pièce de monnaie (le « huard ») en 1987. Les derniers draveurs (qui n'étaient pas nombreux) disparurent de la région deux ou trois ans plus tard.

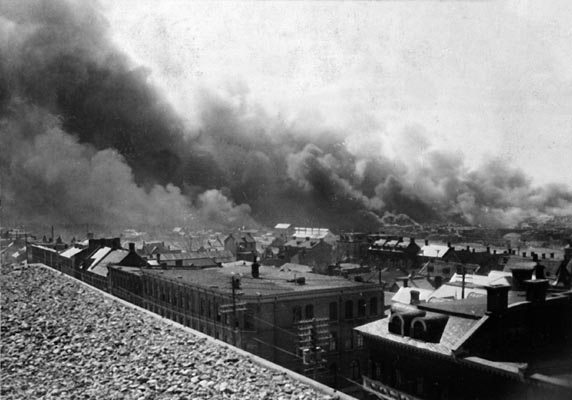
Grand feu de Hull en 1900.

Le centre-ville fut détruit par un incendie surnommé le grand feu de Hull en 1900 qui a endommagé aussi le pont des Chaudières, le lien routier qui fut rétabli plus tard pour lier Ottawa et Gatineau via l'île Victoria. Ce feu de 1900 a détruit plusieurs maisons que l'on nomme (il en reste quelques-unes) maisons allumettes pour deux raisons; premièrement parce qu'elles possèdent une façade étroite et deuxièmement c'était pour rappeler la présence des grosses usines où il se fabriquait des allumettes par milliards. En conséquence trois casernes de pompiers ont été construites (dont la Caserne numéro 3).
Ottawa fut établi plus tard comme terminus du canal Rideau, construit sous l'ordre du colonel John By comme partie intégrante des fortifications et défenses bâties après la guerre de 1812. Originellement appelée Bytown, Ottawa ne deviendra la capitale canadienne qu'au milieu du XIXe siècle et seulement à cause du fait que la plus grande distance de la frontière la laisse moins vulnérable en cas d'une attaque de l'étranger.

### Faits marquants

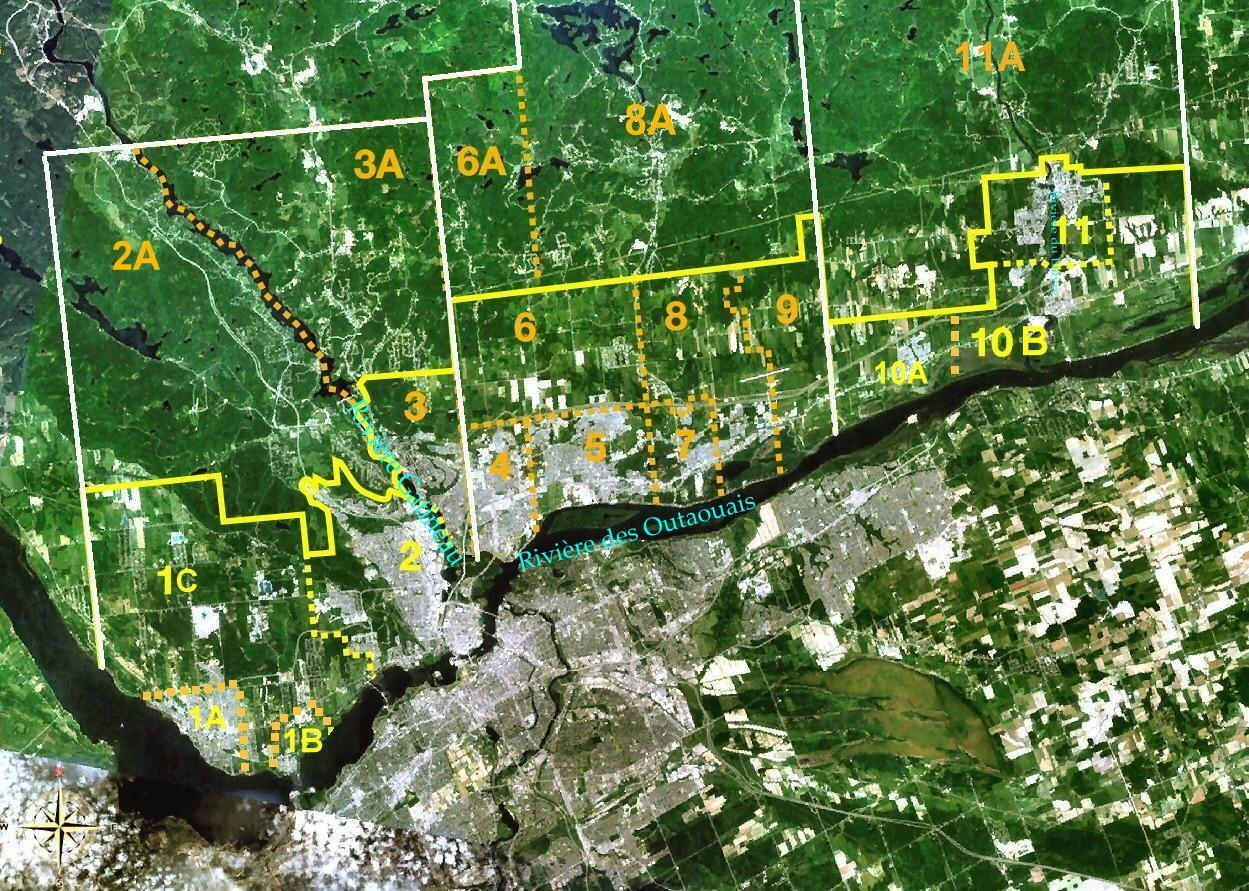
Cantons d'origine (cliquer pour voir la légende).

- 1799 : Élection de John Robertson, régiment britannique, William Fortune et Eli Hawley
- 1800 : Arrivée de Philemon Wright, sa famille et 5 autres familles avec 33 ouvriers sur les rivages de la Rivière Gatineau. Création de la Ferme Gatineau.
- 1801 : Commencement de la construction de Wright's Town à côté des chutes de la Chaudière.
- 1806 : Le radeau Colombo fait son départ de Wright's Town pour se rendre à la Ville de Québec. Le premier train de bois de l'histoire.
- 1806 : Élection du canton de Hull qui est concédé à Philemon Wright
- 1807 : Élection du canton de Templeton qui est concédé à Archibald McMillan
- 1845 : Constitution de la municipalité du canton de Buckingham

Constitution de la municipalité du canton de Templeton
Constitution de la municipalité de canton de Hull
- 1853 : Andrew Leamy construit sa scierie à vapeur, la première de la région, sur le Lac portant son nom.
- 1855
  - Le village d'Aylmer se détache du canton de Hull
  - Le village de Buckingham se détache du canton de Buckingham.
- 1875 : La cité de Hull se détache du canton de Hull.
- 1876 : Le village de Pointe-Gatineau se détache du canton de Templeton.
- 1877 : Le village de L'Ange-Gardien se détache du canton de Buckingham.

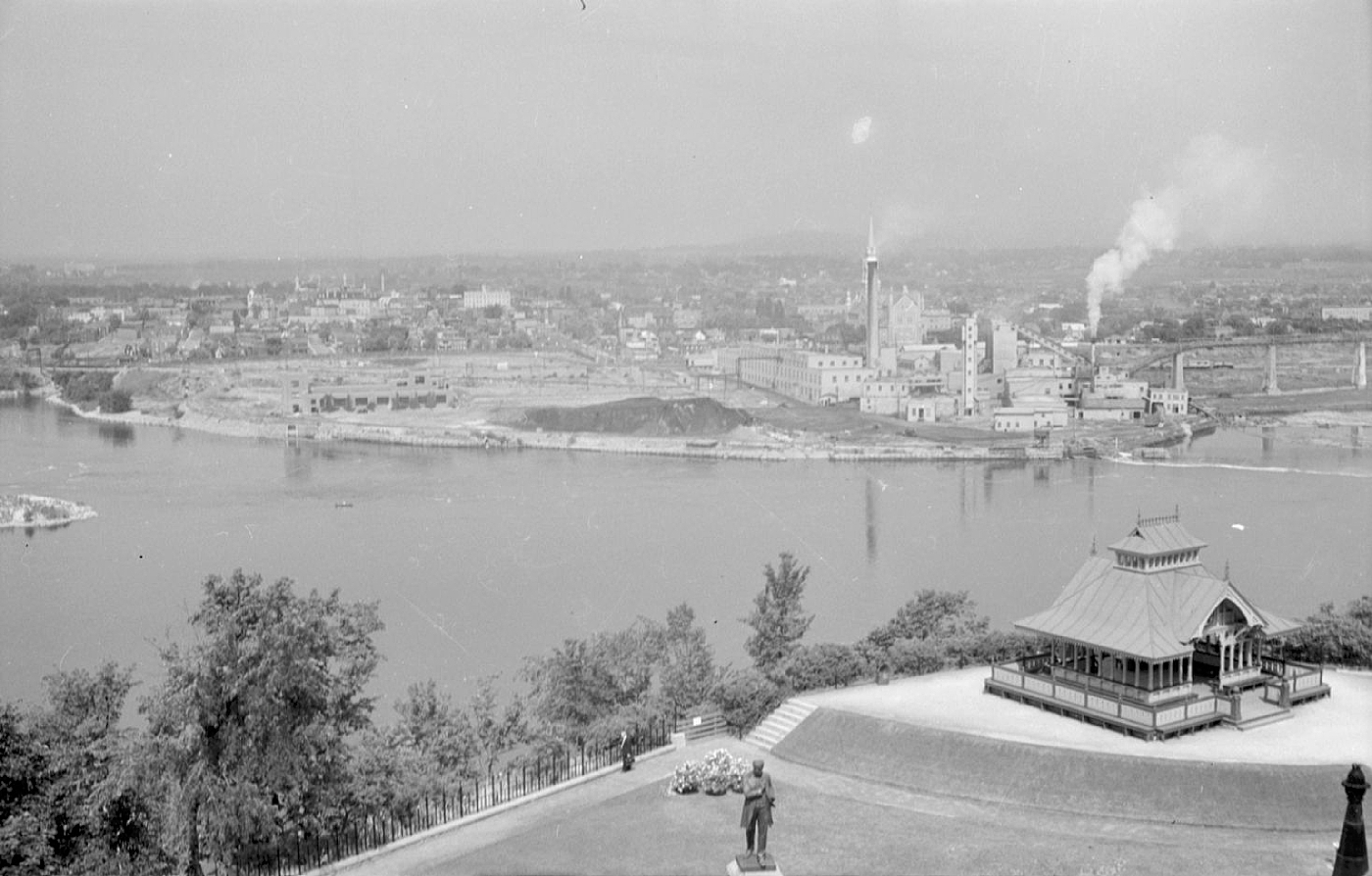
Centre-ville de Gatineau vu d'Ottawa en 1938.

- 1880 : Le canton de Hull est divisé pour former Hull-Sud : Lucerne et Hull-Ouest : Chelsea.
- 1886 : Le canton de Templeton est divisé pour former Templeton-Ouest et Templeton-Est
- 1889 : Hull-Est : Touraine se détache de Hull-Ouest : Chelsea.
- 1890 : Le village de Buckingham change son statut pour celui de ville.
- 1897 : La ville de Masson se détache du canton de Buckingham.

Buckingham-Sud-Est se détache du canton de Buckingham.
- 1902 : Le 21 mars, Stanislas Lacroix est exécuté à la prison de Hull. C'était la dernière pendaison publique au Canada.
- 1900 : Un important incendie détruit la moitié de la ville de Hull et une partie de la ville d'Ottawa.
- 1909 : Templeton-Nord : Val-des-Monts se détache de Templeton-Est.
- 1915 : Le village d'Angers se détache du canton de Buckingham.
- 1918 : Buckingham-Ouest se détache du canton de Buckingham.
- 1920 : Le village de Deschênes se détache de Hull-Sud: Lucerne.

Le village de Templeton et Templeton-Est-Partie-Est se détachent de Templeton-Est.
- 1933 : Le village de Gatineau se détache de Templeton-Ouest.
- 1957 : Pointe-Gatineau devient la ville de Pointe-Gatineau.

Gatineau change son statut pour celui de ville.
- 1959 : Le premier juge municipal de la ville de Gatineau, Maurice Dostaler, fut assermenté le 8 janvier 1959, poste qu’il occupa jusqu’en 1965. Il fut aussi le membre fondateur de la Conférence des juges municipaux du Québec en 1962[10].
- 1964 : Hull-Sud change son nom pour municipalité de Lucerne.
- 1970 : Mise sur pied de la Communauté Régionale de l'Outaouais comprend 32 municipalités - les municipalités urbaines et les municipalités rurales.
- 1971 : Hull-Est change son nom pour ville de Touraine.
- 1975 : Hull change son statut pour celui de ville.

Les villes de Pointe-Gatineau, Gatineau, Touraine, le village de Templeton, les municipalités de Templeton-Ouest, Templeton-Est et Templeton-Est-Partie-Est fusionnent pour former la ville de Gatineau.
Les villes de Buckingham et de Masson, les villages d'Angers, de L'Ange-Gardien, de Notre-Dame-de-la-Salette, les municipalités de canton de Buckingham, de Buckingham-Sud-Est et de Buckingham-Ouest fusionnent pour former la ville de Buckingham.
Les villes d'Aylmer, de Lucerne et de Deschênes fusionnent pour former la ville d'Aylmer.
- 1980 : Masson, Angers et Buckingham-Sud-Est se détachent de la ville de Buckingham et forment la ville de Masson-Angers.

L'Ange-Gardien, les municipalités de canton de Buckingham et de Buckingham-Ouest se détachent de la ville de Buckingham et forment L'Ange-Gardien
Notre-Dame-de-la-Salette se détache de la ville de Buckingham.
- 1989 : La municipalité de Cantley se détache de la ville de Gatineau
- 1991 : Abolition de la Communauté Régionale de l'Outaouais Les municipalités rurales forment la MRC Les Collines-de-l'Outaouais

Mise sur pied de la Communauté Urbaine de l'Outaouais qui comprend les villes de Buckingham, Masson-Angers, Gatineau, Hull et Aylmer
- 1993 : Masson-Angers est officiellement adopté comme le nom de la ville formée par Masson, Angers et Buckingham Sud-Est.
- 2002 : Les villes d’Aylmer, Buckingham, Gatineau, Hull, Masson-Angers et la communauté urbaine de l'Outaouais fusionnent le 1er janvier 2002 pour former la nouvelle ville de Gatineau. Le 23 juin, un véhicule amphibie fait naufrage dans la rivière des Outaouais qui coûta la vie à quatre personnes.
- 2011 : Le 23 août, une jeune étudiante du Cégep de l'Outaouais, Valérie Leblanc (18 ans), a été brutalement assassinée dans un boisé derrière l'établissement.
- 2013 : Le 5 avril, un homme fait irruption dans une garderie du secteur Hull et ouvre le feu sur un homme, le blessant mortellement avant de s'enlever la vie. Cette fusillade s'était produit à même la présence de 53 enfants mais heureusement, aucun n'a été blessé.
- 2017 : Début mai, la crue printanière engendre des inondations importantes dans les secteurs de Pointe-Gatineau et dans le secteur de Masson-Angers. Près de 800 personnes sont évacuées de leur domicile.
- 2018 : Le 21 septembre, une tornade de force F3 s'abat sur le quartier Mont-Bleu dans le secteur Hull faisant des dégâts de grande ampleur et une trentaine de blessées[11].
- 2020 : Le 15 août, Les grands feux du Casino Lac-Leamy et le Festival de montgolfières de Gatineau (FMG) présentent l'Illumination. Le plus grand déploiement de feux d'artifice de l'année 2020 du pays, en plus d'être un des plus grands spectacles pyrotechniques jamais présentés au pays. Les feux ont été tirés de huit sites secrets pour assurer la sécurité de tous pendant le contexte de la pandémie. Les sites n'ont été dévoilés que 5 minutes avant le début du spectacle (soit : l'École polyvalente Hormisdas-Gamelin, le Parc Gilles-Maisonneuve, le Parc William, le Parc de la Baie, La Fonderie, le Parc Central, le Parc Allen et le Parc Des Cèdres).

## Géographie
La ville de Gatineau est située dans l'Ouest du Québec, sur la rive nord de la rivière des Outaouais, directement en face d'Ottawa. Avec une quinzaine de municipalités avoisinantes, Gatineau constitue la rive québécoise de la région de la capitale nationale du Canada.

### Hydrographie

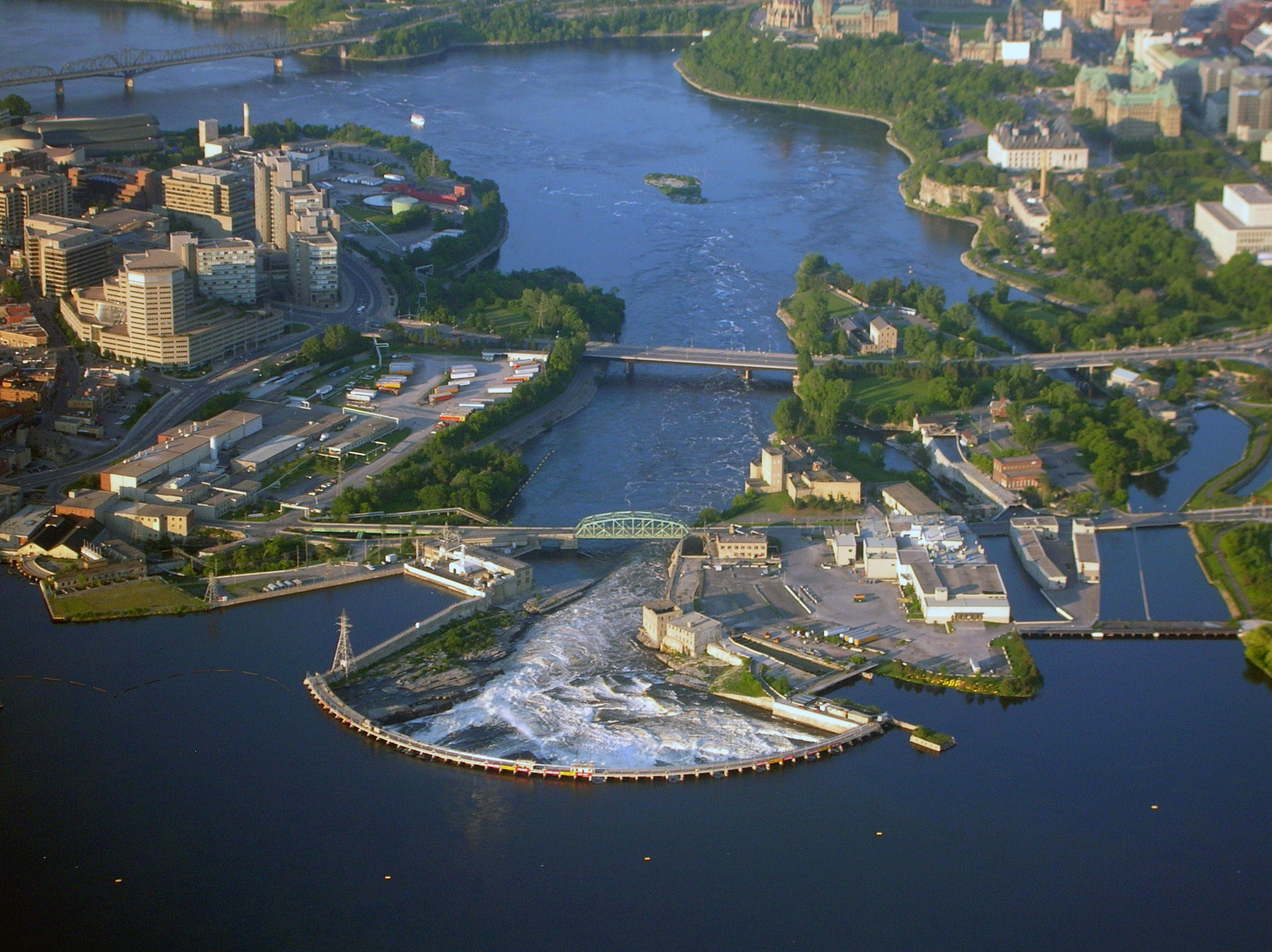
Rivière des Outaouais.

La totalité du territoire de Gatineau est drainée par la rivière des Outaouais, le principal affluent du Saint-Laurent. Celle-ci marque la limite sud de la ville. Au sud-ouest, celle-ci s'élargit et forme le lac Deschênes. La ville est aussi traversée par plusieurs rivières, soit la Gatineau, la Lièvre et la Blanche. Le territoire est traversé aussi par une dizaine de ruisseaux, dont le ruisseau de la Brasserie forme une île au niveau du centre-ville.
Il y a plusieurs lacs dans Gatineau, dont les plus notables sont les lacs Leamy, Beauchamp, des Fées, de la Carrière et Pink. Ce dernier est l'un des rares lacs méromictiques d'Amérique du Nord.

### Climat
| Mois                              | jan.  | fév.  | mars  | avril | mai  | juin | jui. | août | sep. | oct.  | nov.  | déc.  | année |
| --------------------------------- | ----- | ----- | ----- | ----- | ---- | ---- | ---- | ---- | ---- | ----- | ----- | ----- | ----- |
| Température minimale moyenne (°C) | −14,8 | −13,2 | −7    | 1,1   | 8    | 13   | 15,5 | 14,3 | 9,7  | 3,7   | −1,9  | −10,3 | 1,5   |
| Température moyenne (°C)          | −10,5 | −8,6  | −2,4  | 6     | 13,6 | 18,4 | 21   | 19,7 | 14,7 | 8,2   | 1,5   | −6,6  | 6,3   |
| Température maximale moyenne (°C) | −6,9  | −3,9  | 2,1   | 10,9  | 19,1 | 23,8 | 26,4 | 25   | 19,7 | 12,6  | 4,9   | −2,9  | 11    |
| Record de froid (°C)              | −37,8 | −38,3 | −36,7 | −20,6 | −7,2 | 0    | 3,3  | 1,7  | −4,4 | −12,8 | −23,4 | −38,9 | −38,9 |
| Record de chaleur (°C)            | 11,7  | 12,2  | 25,6  | 31,2  | 35   | 36,7 | 37,8 | 37,8 | 36,7 | 29,4  | 23,3  | 16,1  | 37,8  |
| Précipitations (mm)               | 64,2  | 51,6  | 64,9  | 67,7  | 81   | 91,2 | 88,9 | 87,6 | 86,8 | 79,1  | 77    | 74,1  | 914,2 |

## Politique et administration
La ville est divisée en 19 districts électoraux, chacun d'entre eux étant représenté par un conseiller.
Le parti Action Gatineau a été fondé en 2012 en prévision des élections de novembre 2013. Maxime Pedneaud-Jobin fut nommé chef intérimaire du Comité de direction provisoire, dont font également partie les élus Mireille Apollon et Stefan Psenak.
Gatineau est le siège de la Conférence régionale des élus de l'Outaouais, un type d'instance consultative régionale existant de 2003 à 2015.

### Représentation électorale et rôle judiciaire

#### District judiciaire
Gatineau constitue le point central de l'administration de la justice dans la région. Elle est le siège du district judiciaire de Hull et le point central de justice de quelques autres municipalités voisines telles que Chelsea, Cantley et Pontiac. Le palais de justice de Gatineau accueille la Cour supérieure et la Cour du Québec. L'édifice Jos-Montferrand est situé en face de l'hôtel de ville sur le coin des rues Laurier et Hôtel-de-Ville dans le centre-ville du secteur Hull.

#### Politique provinciale
Probablement en raison de la proximité de la capitale canadienne et des investissements massifs du gouvernement fédéral dans l'économie locale, la ville de Gatineau est une des villes les plus fédéralistes du Québec ; au référendum de 1995 le « non » l'a emporté avec une moyenne de 70,71 %. Les circonscriptions qui se partagent la ville de Gatineau sont représentés par des députés libéraux depuis 1981 ou avant.
Au scrutin du 4 septembre 2012, le Parti québécois a obtenu 54 sièges, ce qui lui a permis de former le gouvernement. Les cinq circonscriptions de l'Outaouais qui entrecoupent le territoire de la ville de Gatineau ont réélu des députés du Parti libéral du Québec. Les circonscriptions de Hull, au centre de la ville de Gatineau, et de Papineau, dans l'est, ont connu des luttes chaudes. À Hull, la candidate du Parti libéral du Québec a obtenu 39,48 % des voix devant le candidat du Parti québécois à 32,08 %. Dans Papineau, le candidat du Parti Libéral a obtenu 34,77 % des voix et un maigre 227 voix (0,61 %) devant le Parti québécois.
Au scrutin du 1er octobre 2018, la Coalition avenir Québec obtient 74 sièges et met fin à la domination libérale de la région en gagnant 3 comtés sur 5. Une quatrième circonscription est remportée par ce même parti en 2022.
| Parti politique         | Député(e)        | Circonscription | Fonction |
| ----------------------- | ---------------- | --------------- | -------- |
| Coalition avenir Québec | Mathieu Lévesque | Chapleau        | Député   |
| Parti libéral du Québec | André Fortin     | Pontiac         | Député   |
| Coalition avenir Québec | Suzanne Tremblay | Hull            | Députée  |
| Coalition avenir Québec | Mathieu Lacombe  | Papineau        | Député   |
| Coalition avenir Québec | Robert Bussière  | Gatineau        | Député   |

#### Politique fédérale
La politique fédérale à Gatineau a été longtemps dominée par le Parti libéral du Canada, mais aux dernières élections fédérales, les libéraux ont été défaits dans deux des trois circonscriptions de la ville. Le 2 mai 2011, cela fut la fin de la forteresse libéral de Hull-Aylmer cela depuis près de 100 ans et une vague orange des néo-démocrates avec des fortes majorités. Cependant, le 19 octobre 2015, lors des Élections fédérales canadiennes de 2015, le Parti libéral du Canada reprit ses règnes de la ville.
| Parti politique         | Député(e)        | Circonscription             | Fonction |
| ----------------------- | ---------------- | --------------------------- | -------- |
| Parti libéral du Canada | Sophie Chatel    | Pontiac                     | Député   |
| Parti libéral du Canada | Greg Fergus      | Hull-Aylmer                 | Député   |
| Parti libéral du Canada | Stéphane Lauzon  | Argenteuil-La Petite-Nation | Député   |
| Parti libéral du Canada | Steven MacKinnon | Gatineau                    | Député   |

### Service de police de la ville Gatineau

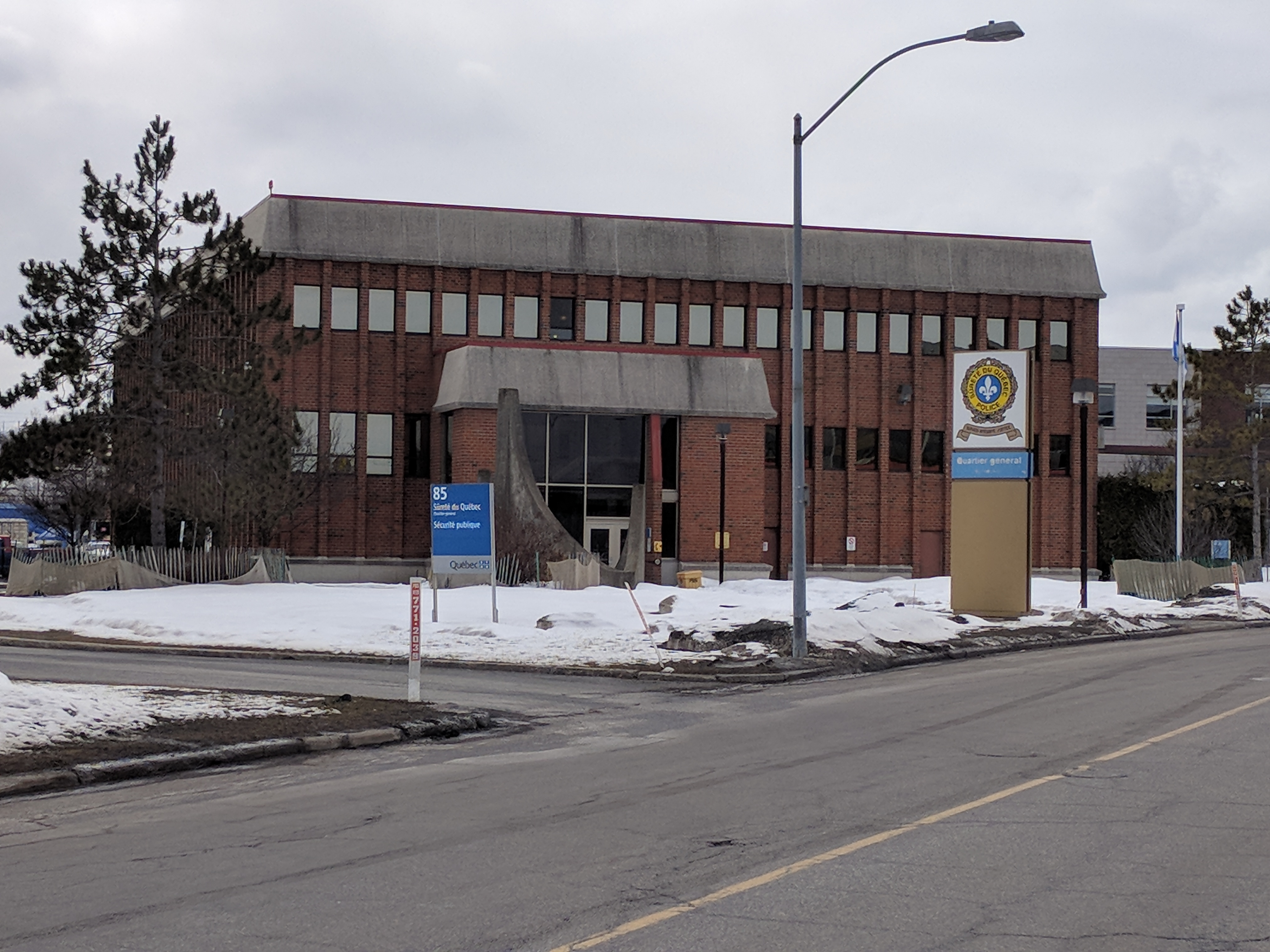
Commissariat de la Sûreté du Québec à Gatineau.

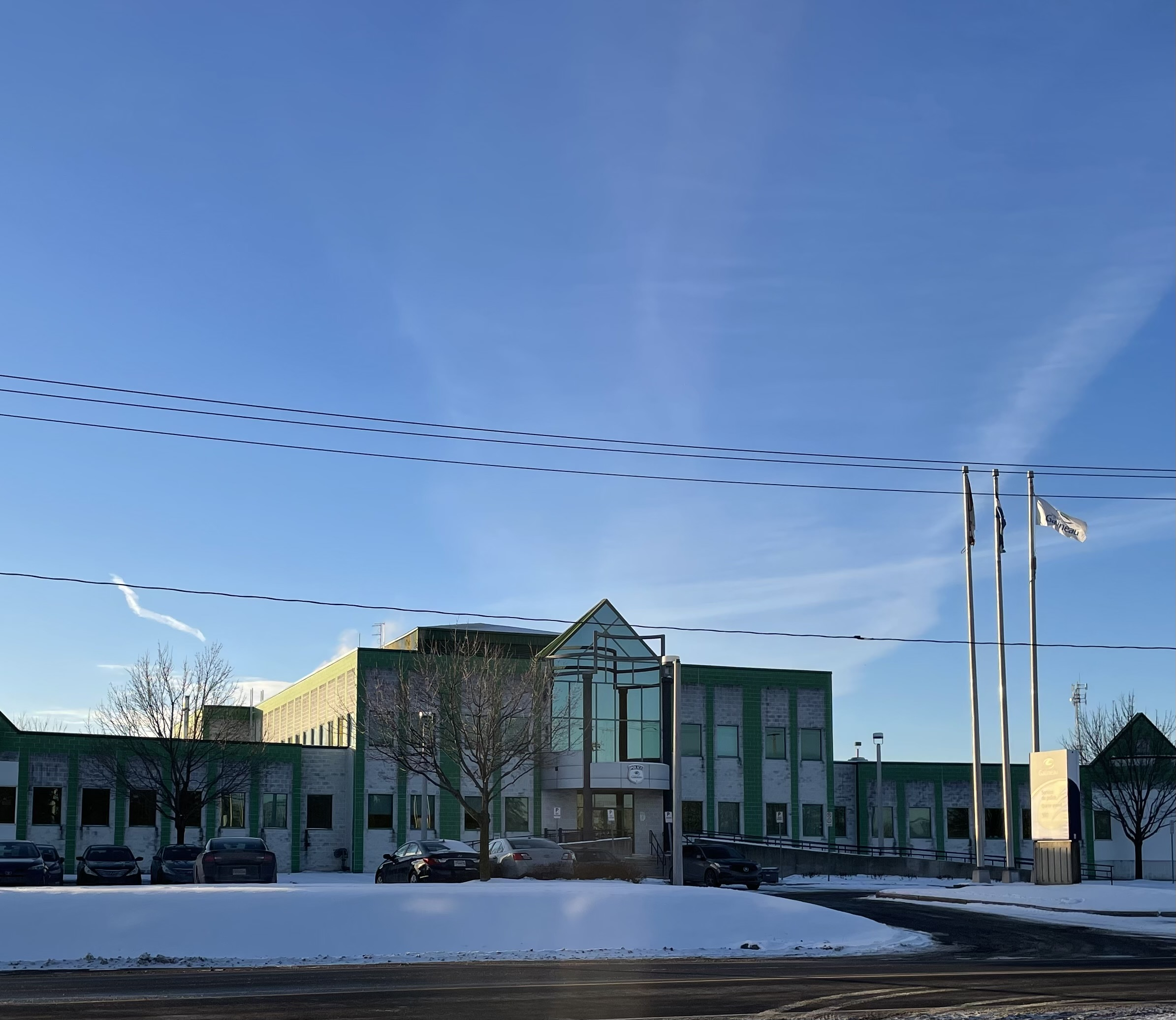
Service de police de la ville de Gatineau.

Le SPVG emploie 400 policiers armés de S&W M&P40 depuis 2007. Le Quartier général et les quatre postes de police abritent une brigade fluviale, une brigade criminelle, une brigade canine, une unité antidrogue, une section luttant contre les gangs de rue et une équipe tactique, le GEAR. Les membres du Groupe d'endiguement et d'arrestation à risque furent formés par la Sûreté du Québec. Les véhicules de patrouille sont des berlines Ford, GMC et Dodge. Des vélos, quadricycles et des motoneiges sont aussi utilisés. La Sûreté du Québec section autoroutière est chargée de patrouiller les autoroutes 5 et 50 dans la ville[réf. souhaitée].

## Urbanisme

### Morphologie urbaine

#### Fusion municipale
En 2002, dans la foulée des réorganisations municipales, le gouvernement provincial décide de procéder à la fusion des villes de Hull, Gatineau, Aylmer, Buckingham et Masson-Angers pour créer une seule ville.

#### Villages urbains

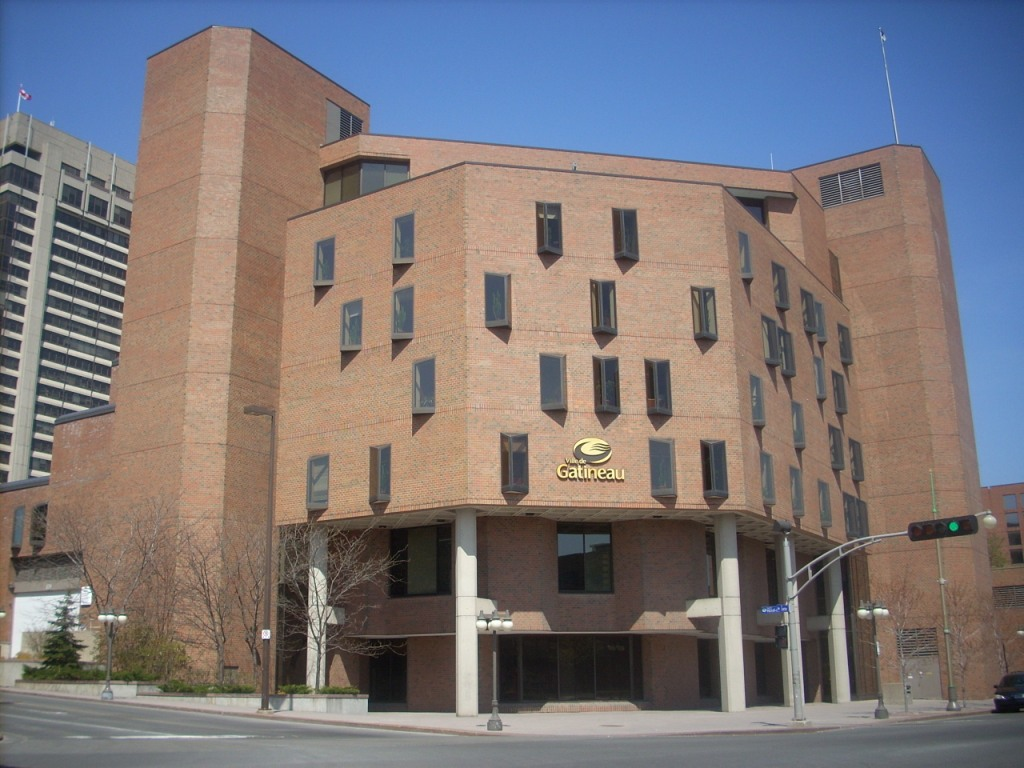
Hôtel de ville de Gatineau.

L'un des objectifs stratégiques de la ville de Gatineau s'intitule : Vers une mosaïque de villages urbains.
Cet objectif consiste à faire évoluer Gatineau vers une collectivité exemplaire composée de villages urbains articulés autour de réseaux sociaux florissants, structurés le long d'un système de transport adapté aux besoins des utilisateurs et reliés entre eux par de multiples canaux de communication.
| No    | Nom                                 | Superficie (km2) | Population (2021) |
| ----- | ----------------------------------- | ---------------- | ----------------- |
| 1     | Vallée-de-la-Lièvre (Buckingham)    | 12               | 15 065            |
| 2     | Bassin-de-la-Lièvre (Masson-Angers) | 6                | 10 145            |
| 3     | Rivière-Blanche                     | 9                | 22 595            |
| 4     | Du Moulin                           | 12               | 30 450            |
| 5     | La Cité                             | 12               | 30 255            |
| 6     | Rivière-Gatineau                    | 6                | 14 695            |
| 7     | Les Rapides                         | 12               | 14 965            |
| 8     | Centre-Ville                        | 6                | 13 705            |
| 9     | Lac-des-Fées                        | 2                | 9 205             |
| 10    | Mont-Bleu                           | 5                | 21 390            |
| 11    | Hautes-Plaines                      | 3                | 6 680             |
| 12    | Du Parc                             | 3                | 10 200            |
| 13    | Le Plateau                          | 8                | 28 265            |
| 14    | Les Golfs                           | 14               | 15 310            |
| 15    | Lac-Deschênes (Lucerne)             | 4                | 9 525             |
| 16    | Des Explorateurs (Aylmer)           | 2                | 29 970            |
| 17    | Des Prés                            | 37,4             | 2 915             |
| 18    | Des Montées                         | 67,9             | 1 410             |
| 20    | Des Méandres                        | 15,4             | 315               |
| 21    | De la Sauvagine                     | 30               | 440               |
| TOTAL | TOTAL                               | 341,84           | 291 041           |

### Voies de communication et transport

#### Réseau routier
- Autoroute 5 : elle débute au bout de la rue King Edward à Ottawa, traverse Gatineau, longe le parc de la Gatineau en direction de Maniwaki, prenant toutefois fin à Chelsea. Des travaux sont toutefois en cours pour raccorder la voie de contournement du secteur Wakefield de La Pêche au reste de l'autoroute. L'ouverture est prévue en 2015.
- Autoroute 50 : Elle traverse la ville de Gatineau d'ouest en est et se termine à l'autoroute 15, dans les Laurentides, près de l'aéroport international de Mirabel, au nord de la ville de Laval. Elle est la voie emprunté pour aller à Montréal, ou elle fait la connexion avec l'autoroute 40.
- Route 105 : parallèle à l'autoroute 5 et à la rivière Gatineau, elle débute à Gatineau en tant que boulevard Saint-Joseph et se termine à Grand-Remous, au nord de Maniwaki, à la jonction de la route 117 qui traverse la Réserve faunique La Vérendrye en direction de l'Abitibi--Témiscamingue.
- Route 148 : située entre la rivière des Outaouais et l'autoroute 50, elle est pour le moment—d'ici au raccordement des deux tronçons déjà existants de l'autoroute 50—l'axe routier principal effectuant le lien entre Gatineau et Montréal sur la rive québécoise de la rivière des Outaouais. À la sortie du pont Alexandra, le tronçon se nomme boulevard des Allumettières. C'est un boulevard nouveau genre utilisant des carrefours giratoires à la place des feux de circulation habituels. Le dernier tronçon a été inauguré à l'automne 2007.
- Route 307 fait le lien entre Gatineau et Val-des-Bois.
- Route 309 fait le lien entre Gatineau et les Hautes-Laurentides.
- Route 315 fait le lien entre Gatineau et la Petite-Nation.
- Route 366 fait le lien entre Gatineau et le Pontiac.

### Réseau aérien
- L'aéroport exécutif Gatineau-Ottawa est un aéroport de gestion municipale qui offre des vols réguliers avec l'aéroport international Jean-Lesage de Québec.
- Aéroport International Macdonald-Cartier : bien que sur le territoire de la ville d'Ottawa il est à peine à quelques kilomètres du centre-ville de Gatineau

### Transport en commun
La Société de transport de l'Outaouais (STO) est la responsable du système de transport en commun de Gatineau. Elle exploite une ligne de service rapide par bus de 12 km, le Rapibus, depuis le 19 octobre 2013. De plus, la STO étudie actuellement différents scénarios pour la réalisation d'un système structurant de transport collectif, incluant le tramway de Gatineau, dont l'ouverture pourrait avoir lieu en 2028.

### Grattes-ciel

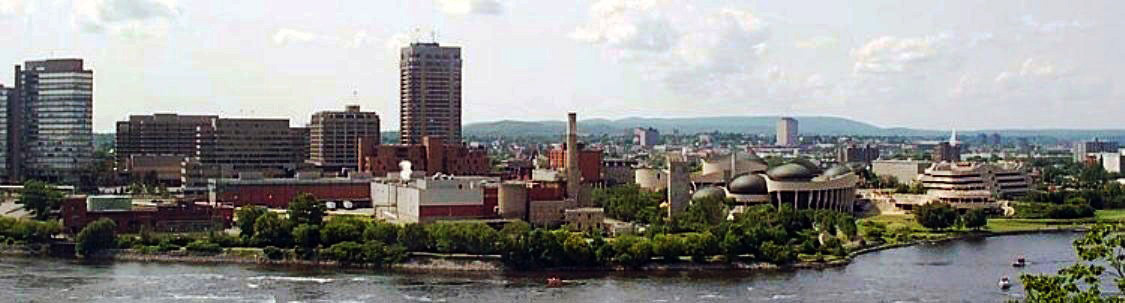
Gratte-ciel de Gatineau au centre-ville

- Bien qu'ils soient qualifiés de « gratte-ciel », les hauts bâtiments du centre de Gatineau ne sont pas vraiment considérés ainsi car ils sont petits si on les compare à de véritables gratte-ciel des grandes villes canadiennes et américaines.
- L'ensemble « Place du Portage » est divisée en 4 phases (Portage I, Portage II, Portage III et Portage IV). La portion la plus haute est Portage 1, avec 101 mètres et 25 étages. Le principal locataire est le gouvernement du Canada. L'édifice a été inauguré en 1973.
- Les Terrasses de la Chaudière sont divisées en 3 parties (édifice de l'est, édifice du centre et édifice de l'ouest). Environ 6 500 fonctionnaires fédéraux y travaillent. La phase 1 est le gratte-ciel le plus imposant de la ville avec ses 30 étages totalisant 124 m de hauteur. La phase 2 mesure 84 mètres pour 19 étages. Le complexe a été inauguré en 1978.
- Le Hilton du casino du Lac-Leamy compte 23 étages pour un total de 74 mètres. L'hôtel a été ouvert en 2001.
- En 2003, on a inauguré la Place Montcalm (phase 3). Elle compte 11 étages pour une hauteur de 43 mètres.

D'autres édifices importants se trouvent à Gatineau :
- Place Vincent-Massey, bureaux, 21 étages (1972)

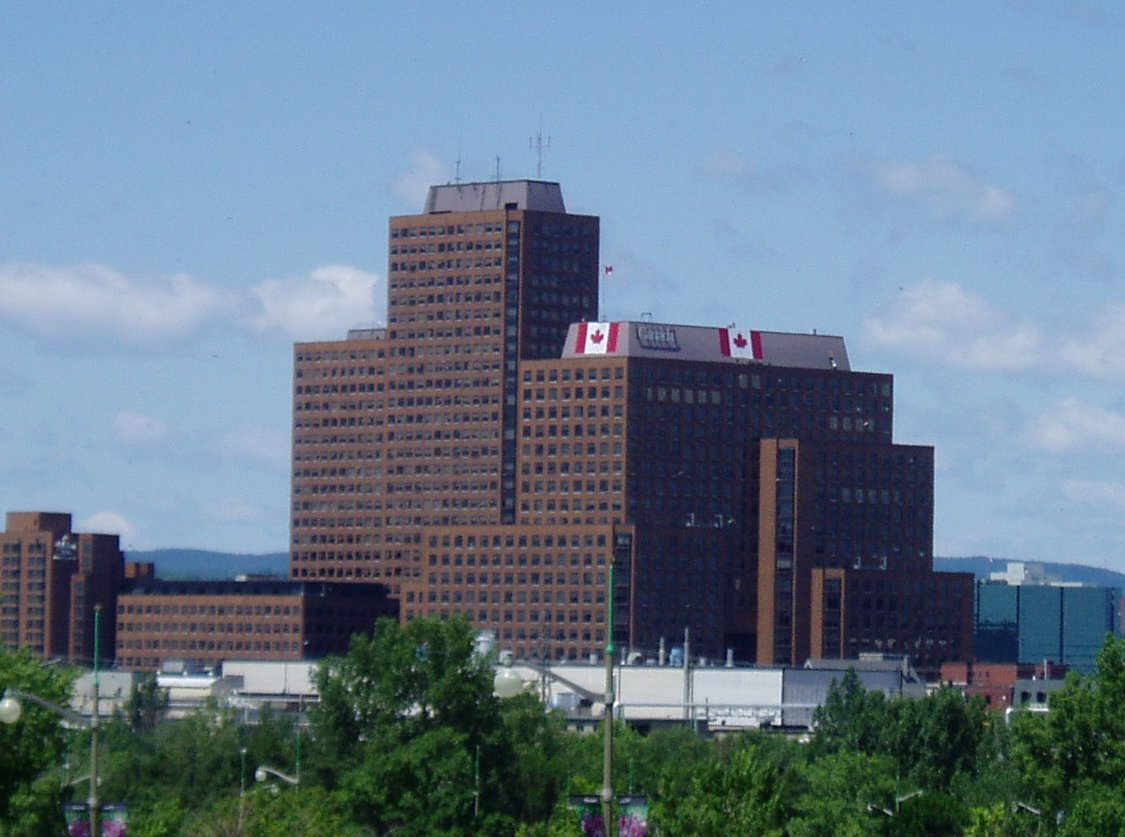
Les Terrasses de la Chaudière abritent les sièges du Patrimoine canadien, d'Affaires autochtones et Développement du Nord Canada, de l'Office des transports du Canada et du Conseil de la radiodiffusion et des télécommunications canadiennes.

- Tour Notre-Dame, résidentiel, 23 étages
- Le Neufchâtel, résidentiel, 22 étages (1977)
- Port de Plaisance, résidentiel, 17 étages
- Place du Portage II, bureaux, 11 étages (1975)
- Place du portage III, bureaux, 18 étages
- Place du portage IV, bureaux, 14 étages
- Place du centre, 12 étages
- Édifice Jos Montferrand, 9 étages
- Le Blackburn, résidentiel, 16 étages
- faubourg de l'Île, résidentiel, 15 étages
- Édifice Fontaine, bureaux, 14 étages
- Crowne Plaza, hôtel, 14 étages
- 89 vaudreuil, résidentiel, 13 étages
- Terrasses de la Chaudière (Tour Jules-Léger), bureaux, 12 étages
- Immeuble Du Progrès, résidentiel, 12 étages
- 20 Arthur-Guertin, résidentiel, 11 étages
- 50 Dussault, résidentiel, 11 étages
- Place de la Cité, bureaux, 10 étages
- Édifice Crémazie, 11 étages.

## Équipements et services publics

### Éducation

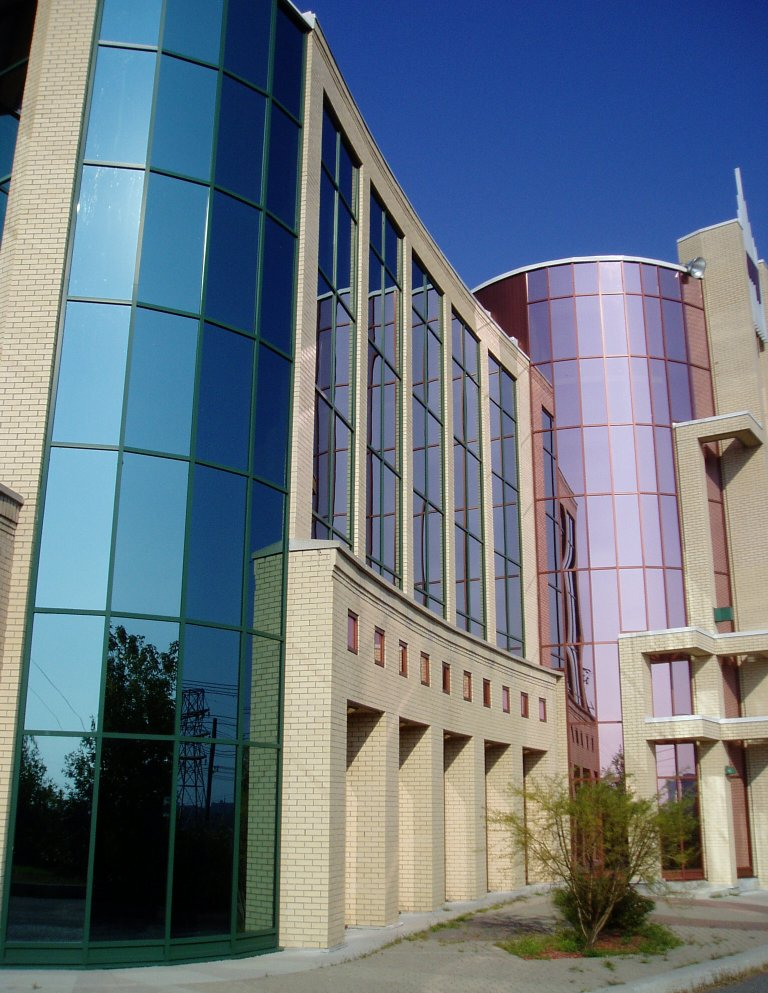
Université du Québec en Outaouais, Pavillon Taché

#### Universitaire
- L'Université du Québec en Outaouais, qui fait partie du réseau Université du Québec, compte plus de 5 500 étudiants. L'UQO offre plus 100 options d'études allant de la comptabilité aux sciences infirmières en passant par l'informatique, la psychoéducation, les arts visuels, la rédaction, la communication et bien d'autres disciplines. Elle est reconnue aussi mondialement pour son laboratoire de cyberpsychologie et ses recherches en photonique. En 2010, l'UQO inaugure son nouveau campus à Saint-Jérôme, le premier du genre dans les Laurentides.
- L'Université McGill inaugurera sa nouvelle Faculté de médecine satellite à l'Hôpital de Gatineau à l'automne 2020.

#### Collégiale
- Le Cégep de l'Outaouais, qui compte 4 000 étudiants réguliers et 2 000 à temps partiel, dans 3 campus, et des dizaines de différents programmes et cours.
- Le Cégep Héritage College, est le Cégep anglophone pour la région de l'Outaouais. On y compte environ 1 000 étudiants.
- Le Collège Universel, anciennement Collège Pré-Universitaire Nouvelles Frontières offre divers cours en préparation de l'université.

#### Secondaire privé
- Le collège Saint-Alexandre, est une institution désormais mixte fondée en 1905. Le collège offre divers cours de formation générale. Il est également entouré d'un vaste terrain, comportant plusieurs installations sportives.
- Le collège Saint-Joseph est une école qui accueille 800 jeunes filles, se situant au centre-ville et fut fondé en 1864.
- Le collège Nouvelles Frontières, institution mixte fondée en 2002, compte plus de 1 000 élèves en date du 18 mars 2025[17].

### Sports
Dans les années cinquante, la ville était le domicile du club de hockey les Canadiens Junior, champions de la Coupe Memorial, à l'aréna Guertin. Dans cette équipe, de grands noms firent le saut chez le Canadien de Montréal : Jean-Claude Tremblay, Gilles Tremblay, Robert Rousseau. Plusieurs de ces joueurs constituèrent la grande équipe de Montréal qui remporta la Coupe Stanley pendant cinq années consécutives.

#### Équipes sportives

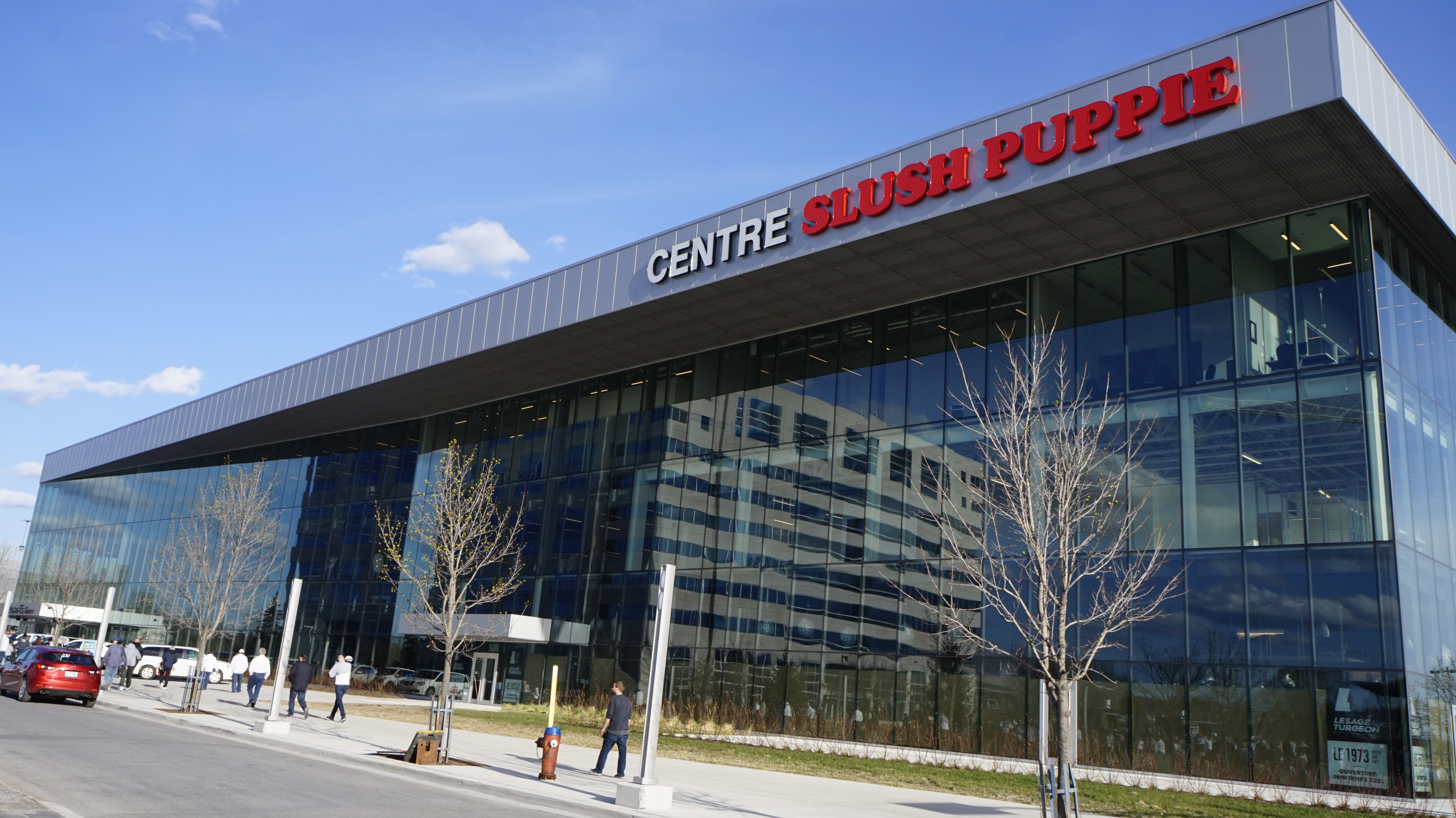
Le Centre Slush Puppie, domicile des Olympiques de Gatineau.

- Le Club de natation de Gatineau, est un club de natation compétitif fondé en 2011 à la suite d'une fusion de club.
- Le Hull-Volant de Gatineau, fondé en 2012, l'équipe de baseball junior élite évolue au sein de la LBJEQ et cesse ses activités en 2018.
- Les Olympiques de Gatineau (à ses débuts Olympiques de Hull) de la Ligue de hockey junior Maritimes Québec y jouent comme équipe junior de hockey depuis 1973.
- Le club de soccer du FC Gatineau est une équipe semi-professionnelle basée en ville et qui évolue en Première ligue de soccer du Québec.
- L'Intrépide de Gatineau de la Ligue de Hockey Midget AAA.
- La Machine de l'Outaouais : équipe de Kin-Ball de la ligue Senior élite de Kin-Ball du Québec.

| Club                        | Ligue                                                      | Enceinte                  | Fondation | Championnats                               |
| --------------------------- | ---------------------------------------------------------- | ------------------------- | --------- | ------------------------------------------ |
| Olympiques de Gatineau      | Ligue de hockey junior majeur du Québec (hockey sur glace) | Centre Slush Puppie       | 1973      | 7 (Coupe du Président), 1 (Coupe Memorial) |
| Tyrans Jr Élite de Gatineau | LBJEQ (Baseball)                                           | Parc Sanscartier          | 2019      | 0                                          |
| Intrépide de Gatineau       | Ligue de Midget AAA (Hockey sur glace)                     | Complexe Branchaud-Brière | N/D       | 1                                          |

### Équipes scolaires et universitaires
- Les Torrents : équipes sportives de l'Université du Québec en Outaouais (en golf, soccer, et natation) ; le premier terrain synthétique de soccer de la ville est construit en 2009 au pavillon Alexandre-Taché de l'UQO.
- Les Griffons du Cégep de l'Outaouais qui englobent les équipes sportives intercollégiales du CÉGEP de l'Outaouais depuis 1977. Le Cégep est représenté dans un total de sept disciplines, soit le badminton, le basketball, le volleyball, la natation, le soccer, le cheerleeding et le football.
- Couguars : équipes sportives de la Polyvalente Le Carrefour
- Jaguars : équipes sportives de la Polyvalente L'Érablière
- Phénix : équipes sportives de la Polyvalente Nicolas-Gatineau
- Tigres : équipes sportives de l'École Secondaire Hormisdas-Gamelin (secteur Buckingham)
- Panthères : équipes sportives de l'École Secondaire Mont-Bleu (secteur Hull)
- Titans : équipes sportives du Collège Saint-Alexandre
- Zénith : équipes sportives du Collège St-Joseph (secteur Hull)
- Vikings : équipes sportives de l'École Secondaire de l'Île (secteur Hull)
- Arsenal : équipes sportives du Collège Nouvelles-Frontières
- Cyclones : équipes sportives de l'école secondaire Grande-Rivière (secteur Aylmer)
- Vortex : équipes sportives de l'école secondaire Du Versant (centre ville)
- Hurricanes : équipes sportives du Cégep Heritage
- Gee-Gees : équipes sportives de l'École Secondaire D'Arcy McGee (secteur Aylmer)
- Falcons : équipes sportives de l'École Secondaire Philemon Wright (secteur Hull)
- Scorpions : équipes sportives de l'École Secondaire Symmes (secteur Aylmer)
- Hawks : équipes sportives de l'École Intermédiaire Hadley (secteur Hull)

### Événements sportifs
- Grand Prix cycliste de Gatineau : compétition de cyclisme féminin qui se tient tous les ans (au mois de juin) à Gatineau depuis 2010.
- Prix de plongeon de la Fédération internationale de natation (FINA) mai 2013
- Challenger Banque Nationale de Gatineau : tournoi international de tennis féminin et masculin au sein du circuit professionnels du circuit féminin ITF et de l'ATP Challenger Tour. Ce tournoi se tient à tous les ans (au mois de juillet) depuis 2014.
- Jeux du Québec été 1981
- Jeux du Québec été 2010[18]
- Jeux de la Francophonie conjointement avec Ottawa en 2001
- Jeux de la francophonie canadienne de 2014[19]
- Pan-American Shitoryu Karate Festival de 2017.

## Population et société

### Évolution démographique
| 1951  | 1961   | 1971   | 1981   | 1991   | 1996    |
| ----- | ------ | ------ | ------ | ------ | ------- |
| 5 771 | 13 022 | 22 321 | 74 988 | 92 284 | 100 684 |

| 2001    | 2006    | 2011    | 2016    | 2021    | - |
| ------- | ------- | ------- | ------- | ------- | - |
| 226 696 | 242 124 | 265 349 | 276 245 | 291 041 | - |

Selon Statistique Canada, lors du recensement de 2006, selon les réponses uniques et multiples, le français est la langue maternelle de 80,0 % des résidents, l'anglais de 13,9 %, l'arabe de 1,7 %, le portugais de 1,1 % et l'espagnol de 1,0 %.
Selon les réponses uniques, la proportion de personnes parlant le français est de 78,5 %, l'anglais de 12,6 %, l'arabe de 1,6 %, le portugais de 1,1 % et l'espagnol de 1,0 %.

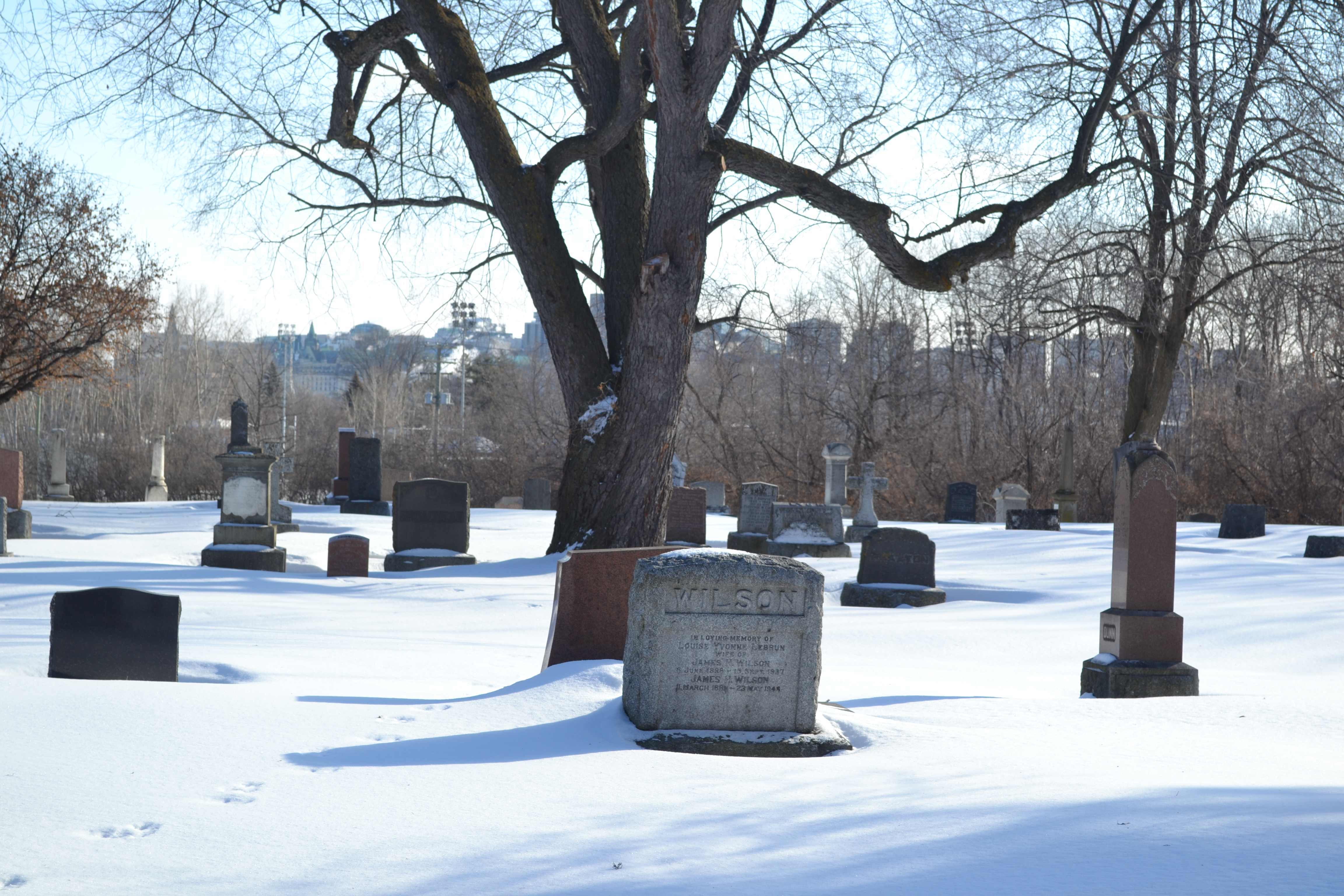
Cimetière Saint-James.

| Langue           | Population | Pourcentage |
| ---------------- | ---------- | ----------- |
| Français         | 220 970    | 78,5 %      |
| Anglais          | 35 580     | 12,6 %      |
| Arabe            | 4 450      | 1,6 %       |
| Portugais        | 2 845      | 1,1 %       |
| Espagnol         | 2 820      | 1,0 %       |
| Chinois          | 1 205      | 0,4 %       |
| Serbo-croate     | 635        | 0,2 %       |
| Roumain          | 620        | 0,2 %       |
| Allemand         | 590        | 0,2 %       |
| Langues berbères | 475        | 0,2 %       |
| Polonais         | 465        | 0,2 %       |
| Italien          | 445        | 0,2 %       |
| Créole           | 380        | 0,1 %       |
| Russe            | 370        | 0,1 %       |
| Kirundi          | 350        | 0,1 %       |
| Persan           | 345        | 0,1 %       |
| Lao              | 290        | 0,1 %       |
| Bosniaque        | 250        | 0,1 %       |
| Néerlandais      | 235        | 0,1 %       |
| Serbe            | 230        | 0,1 %       |
| Kinyarwanda      | 225        | 0,1 %       |
| Hongrois         | 220        | 0,1 %       |

### Médias

#### Journaux quotidiens
- Le Droit, fondé en 1913, est le quotidien francophone d'Ottawa, la capitale fédérale, mais dessert aussi Gatineau.
- The Ottawa Citizen, fondé en 1845, est le quotidien de CanWest Global à Ottawa.
- The Ottawa Sun, fondé dans les années 1980, est le quotidien populiste d'Ottawa.
- Metro, quotidien anglophone gratuit

Pendant environ un an, la région a aussi connu le 24 Heures (équivalent francophone du 24 Hours), lancé en 2007 et fermé en 2008, ce dernier était un quotidien gratuit francophone distribué par Québécor. Il n'a pas su pénétrer le marché régional, ni attirer suffisamment d'annonceurs.

#### Journaux hebdomadaires
- La Revue de Gatineau, hebdomadaire, porte sur l'actualité de la grande ville de Gatineau. À noter que durant quelque temps, il a été distribué deux fois par semaine.
- Le Bulletin d'Aylmer porte sur l'actualité communautaire principalement à ce qui a trait à la partie Ouest de la ville.
- Le West Quebec Post est un journal anglophone sur l'actualité communautaire des anglophones de l'Outaouais.
- L'info de la Basse-Lièvre, hebdomadaire, porte sur l'actualité des anciennes villes de Masson-Angers et de Buckingham, ainsi que sur la Vallée de La Lièvre.

#### Radios
Francophones
| Lettres d'appel | Fréquence | Nom de la station   | type          |
| --------------- | --------- | ------------------- | ------------- |
| CJEU            | 1670      | Radio Oxygène       | Commercial    |
| CBOF-FM         | 90,7      | Première Chaîne     | Public        |
| CJFO-FM         | 94,5      | CJFO                | Communautaire |
| CIMF-FM         | 94,9      | Rouge FM            | Commercial    |
| CFTX-FM         | 96,5      | POP                 | Commercial    |
| CHLX-FM         | 97,1      | WOW                 | Commercial    |
| CBOX-FM         | 102,5     | Espace Musique      | Publique      |
| CKTF-FM         | 104,1     | NRJ Gatineau-Ottawa | Commercial    |
| CKOF-FM         | 104,7     | 104,7 Fm Outaouais  | Commercial    |

Bilingue
| Nom de la station                   | Fréquences | Lettres de la station |
| ----------------------------------- | ---------- | --------------------- |
| CHUO Université d'Ottawa University | 89,1 FM    | CHUO                  |

Anglophones
| Nom de la station                    | Fréquences | Lettres de la station |
| ------------------------------------ | ---------- | --------------------- |
| Live 88 5                            | 88,5 FM    | CILV                  |
| Hot 89 9                             | 89,9 FM    | CIHT                  |
| CBC Radio One                        | 91,5 FM    | CBO                   |
| Carleton University                  | 93,1 FM    | CKCU                  |
| Bob FM                               | 93,9 FM    | CKKL                  |
| Aboriginal Voices Radio              | 95,7 FM    | CKAV-10               |
| CHIN Radio                           | 97,9 FM    | CJLL                  |
| Jewel                                | 98,5 FM    | CJWL                  |
| Family Radio                         | 99,1 FM    | CHRI                  |
| CJOT                                 |            |                       |
| Magic 100                            | 100,3 FM   | CJMJ                  |
| Country101                           | 101,1 FM   | CIOX                  |
| Rebel 101.7                          | 101,7 FM   | CIDG                  |
| CBC Radio Two                        | 103,3 FM   | CBOQ                  |
| Kiss FM                              | 105,3 FM   | CISS                  |
| CHEZ 106                             | 106,1 FM   | CHEZ                  |
| The Bear (anciennement Virgin Radio) | 106,9 FM   | CKQB                  |
| Algonquin College                    | 107.9 FM   | CKDJ                  |
| CFRA                                 | 580 AM     | CFRA                  |
| Team                                 | 1200 AM    | CFGO                  |
| 1310 News                            | 1310 AM    | CIWW                  |

#### Télévision
| Lettres d'appel | Canal | Réseau       | Langue                      | Type de chaîne                                                           |
| --------------- | ----- | ------------ | --------------------------- | ------------------------------------------------------------------------ |
| CBOT-DT         | 4.1   | CBC          | anglais                     | Chaîne publique anglophone canadienne.                                   |
| CIII-DT-6       | 6.1   | Global       | anglais                     | Chaîne généraliste canadienne anglophone.                                |
| CBOFT-DT        | 9.1   | Radio-Canada | français                    | Chaîne publique généraliste canadienne et francophone.                   |
| CHCH-DT-1       | 11.1  | Indépendant  | anglais                     | Chaîne d'information et divertissement                                   |
| CJOH-DT         | 13.1  | CTV          | anglais                     | Chaîne généraliste canadienne anglophone.                                |
| CJMT-DT-2       | 14.1  | Omni.2       | Sud-Asiatique               | Ethnique                                                                 |
| CITY-DT-3       | 17.1  | Citytv       | anglais                     | Chaîne généraliste canadienne anglophone.                                |
| CICO-DT-24      | 24.1  | TVOntario    | anglais                     | Chaîne publique ontarienne                                               |
| CIVO-DT         | 30.1  | Télé-Québec  | français                    | Chaîne publique québécoise axée sur les contenus culturels et éducatifs. |
| CFGS-DT         | 34.1  | V            | français                    | Chaîne généraliste québécoise.                                           |
| CHOT-DT         | 40.1  | TVA          | français                    | Chaîne généraliste québécoise.                                           |
| CHRO-DT-43      | 43.1  | CTV 2        | anglais                     | Chaîne généraliste canadienne anglophone.                                |
| CFMT-DT-2       | 66.1  | Omni.1       | anglais, italien, portugais |                                                                          |
| Vox             | Cable |              | français                    | Chaîne communautaire de Vidéotron                                        |

### Religion
Près de 83 % de la population est catholique, 5 % est protestant, 1 % musulmane. Aussi, 7 % de la population ne confessait pas ou se déclarait sans religion.[réf. nécessaire]

### Archevêché
- Archidiocèse de Gatineau
- Cathédrale Saint-Joseph de Gatineau

### Minorités
| Ethnie            | Population | % de Population totale |
| ----------------- | ---------- | ---------------------- |
| Blanc             | 217 290    | 90,5 %                 |
| Noir              | 5 715      | 2,4 %                  |
| Asiatique         | 3 945      | 1,6 %                  |
| Arabe             | 3 835      | 1,6 %                  |
| Premières Nations | 3 240      | 1,4 %                  |
| Métis             | 2 590      | 1,1 %                  |
| Latino Américains | 2 415      | 1 %                    |
| Multiraciale      | 315        | 0,1 %                  |
| Autres minorités  | 85         | 0 %                    |
| Inuit             | 55         | 0 %                    |
| Total population  | 239 980    | 100 %                  |

## Économie
À l'origine, l'économie gatinoise reposait presque en entier sur les pâtes et papiers. Aujourd'hui, celle-ci repose en grande partie sur la fonction publique fédérale due à la proximité géographique d'Ottawa (siège du gouvernement fédéral). Plusieurs ministères et agences du gouvernement fédéral y ont leurs sièges sociaux, tels qu'Environnement Canada, le Ministère du Patrimoine canadien, Affaires autochtones et Développement du Nord Canada (AADNC), Passeport Canada, L'Agence canadienne de développement international (ACDI), ainsi que le siège social du Conseil de la radiodiffusion et des télécommunications canadiennes se trouvent à Gatineau, dans le complexe de Place du Portage. Le Bureau de la sécurité des transports se trouve aussi à Gatineau. Une grande partie de ses résidents traversent la frontière chaque jour en direction d'Ottawa pour se rendre au travail.
D'autres secteurs économiques qui jouent un rôle important sont les soins de santé, le tourisme, l'éducation, les petites entreprises ainsi que la fonction publique provinciale. Les secteurs de soins de santé et éducation sont particulièrement importants parce qu'ils représentent les plus grandes sources d'emplois permanentes de la région qui ne sont pas affiliés au gouvernement fédéral. La fonction publique provinciale est aussi très présent dans la ville à cause de son statut en tant que la ville principale de la région. Il y a deux hôpitaux dans la ville, un dans le secteur Hull et l'autre dans le secteur Gatineau ainsi que de nombreuses d'autres cliniques et centres de santé. Il y a aussi des nombreuses écoles primaires et secondaires dispersées dans tous les quartiers de la ville. Elles sont gérées par quatre commissions scolaires, dont trois francophones et une anglophone. La ville est aussi une grande région touristique, avec plus d'un million de touristes par année qui visitent les musées, les parcs, les lacs et d'autres attractions de plein air de la ville. Durant l'hiver, les sports de ski et de snowboard ainsi que d'autres sports d'hiver et de plein air sont aussi populaires. Le Casino du Lac-Leamy est aussi une de plus grandes attractions de la ville, qui attire des gens de toutes les coins d'Ottawa-Gatineau ainsi que des touristes.
Industries majeures
| - Construction (nott. Bellai Bros. avec près de 700 employés) - Glatfelter Gatineau, 310 employés (Concert acheté par Glatfelter février 2010) - Papiers White Birch (Papiers Masson), 310 employés - Produits Kruger (Scott) - Nexfor - Centrales hydroélectriques d'Hydro-Québec (Hull-2 et Rapides-Farmer) - Énergie renouvelable Brookfield - Énergie de La Lièvre, centrales hydroélectriques privées - Fonction publique du Gouvernement du Canada, 20 000 employés [réf. nécessaire] | - Fonction publique du Gouvernement du Québec - Fonction publique de la Ville de Gatineau - Université du Québec en Outaouais - Les trois commissions scolaires (des Portages de l'Outaouais, des Draveurs, Au Cœur-des-Vallées) - Cégep Heritage College - Casino du Lac Leamy - Cégep de l'Outaouais (trois campus) - Imprimerie nationale (abritant le Service technologique La Relance) [réf. nécessaire] |

Fermeture d'industries majeures
- Abitibi Bowater, 400 employés (Fermé depuis le 17 mai 2010)

### Tourisme
Lieux touristiques

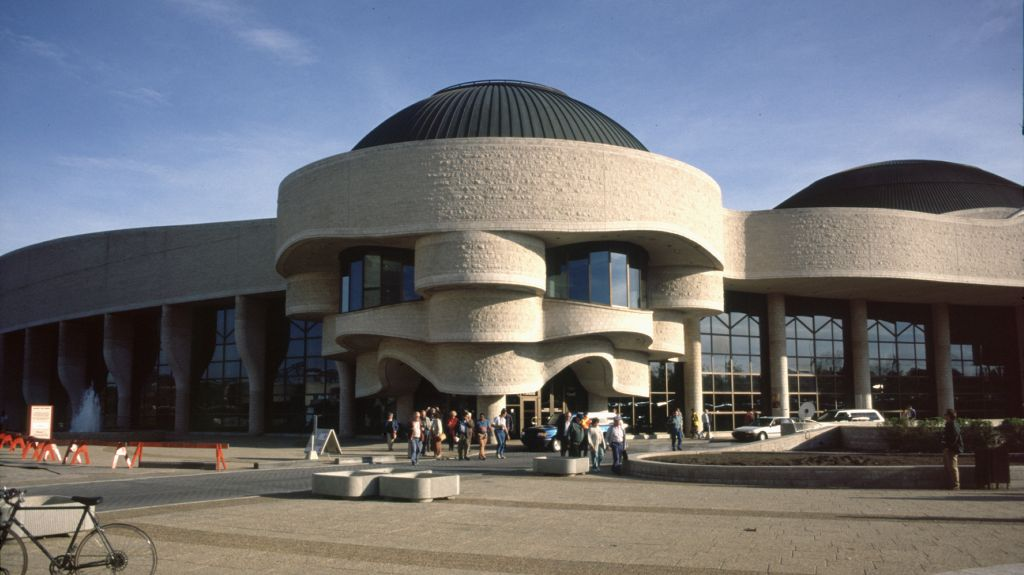
Musée canadien de l'histoire.

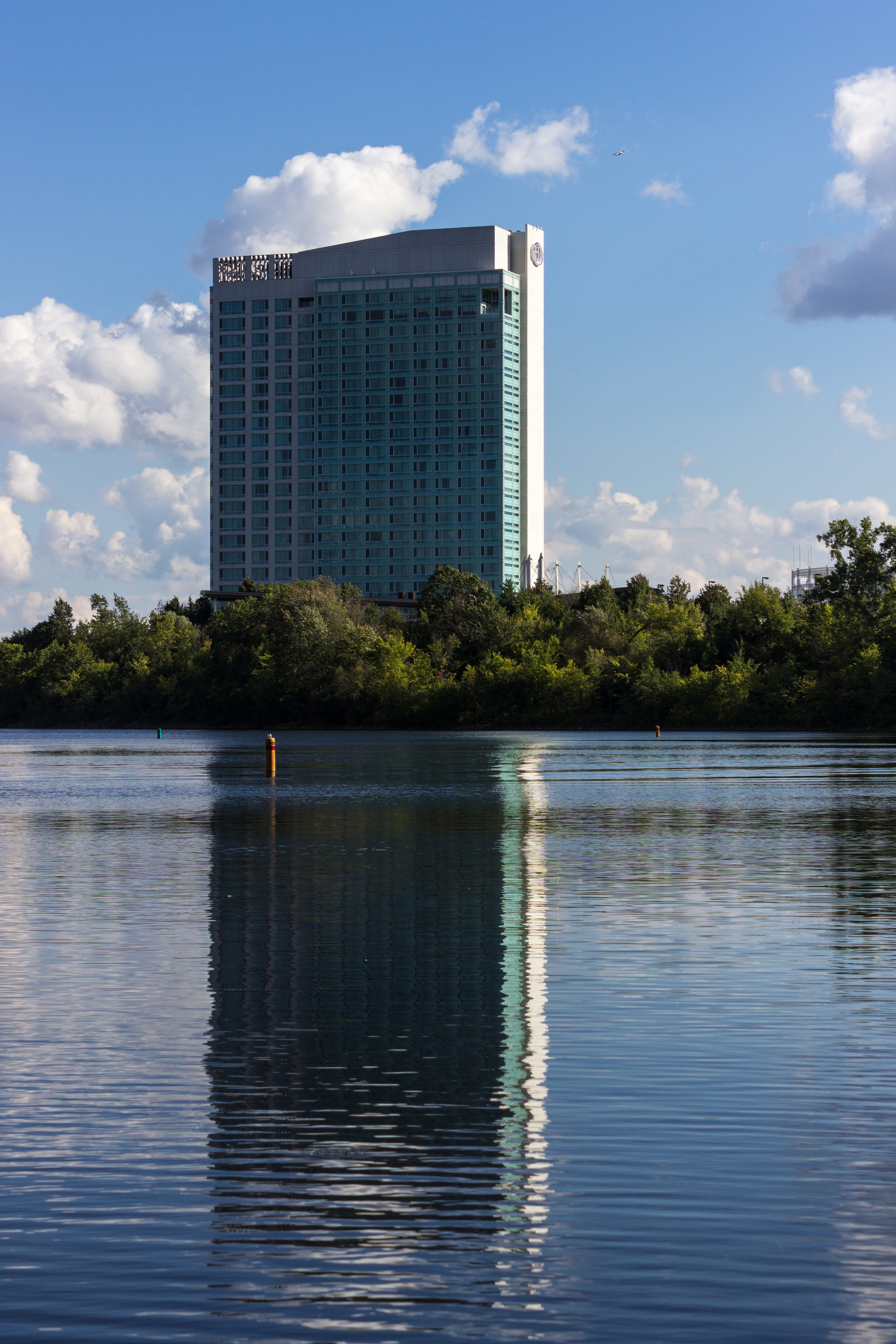
Hilton Lac Leamy.

- Casino du Lac Leamy : Complexe majeur de divertissement et hôtelier.
- Musée canadien de l'histoire (connu jusqu'en 2012 sous le nom de Musée canadien des civilisations[23]). Le musée le plus visité au Canada. À l'intérieur on y retrouve aussi le musée canadien des Enfants et le musée canadien de la Poste.
- Le parc de la Gatineau est le paradis pour les amateurs de plein-air. On y retrouve des pistes de ski de fond, un centre de ski alpin, des plages, des sentiers de vélo de montagne, des sentiers de marche, des terrains de pique-nique, des belvédères, un lieu historique (domaine Mackenzie King), un camping et des chalets.
- Le train à vapeur Hull-Chelsea-Wakefield, à partir de la gare de Hull, sur 64 km, le train datant de 1907 voyageait le long de la rivière Gatineau et se rendait jusqu'au pittoresque village de Wakefield jusqu'à sa fermeture en 2011 du fait de glissements de terrain[24].
- La centrale des Rapides-Farmer, est une centrale hydroélectrique exploitée par Hydro-Québec, elle est située à la limite nord de Gatineau, tout près de Cantley.
- Complexe Récréatif Amigo, complexe récréatif situé dans l'Est de la ville de Gatineau. Mini-golf et go-karts.
- Top Karting Karting intérieur.
- La Maison du Citoyen de Gatineau, est en fait l'Hôtel de Ville de Gatineau. On y retrouve la mairie, une salle de spectacles salle Jean-Desprez[25] de 228 places, une galerie d'art galerie Montcalm[26], la hall des Nations (un hall d'exposition qui regroupe diverses œuvres d'art provenant de plusieurs pays), une salle de presse servant la communauté et la ville, un gymnase, une agora et une succursale de la bibliothèque municipale.

Événements

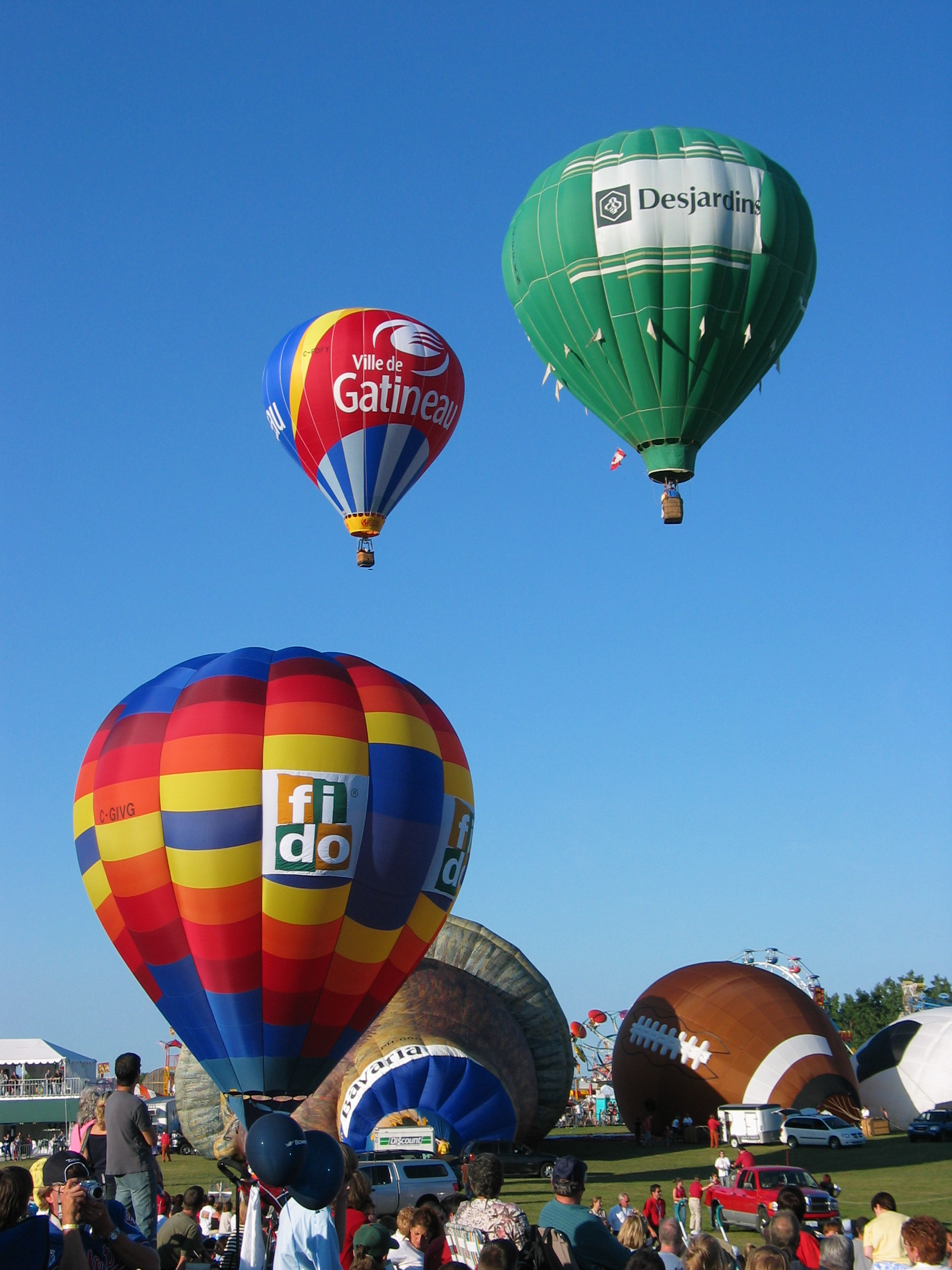
Festival de montgolfières de Gatineau.

- Grands Feux du Casino Cinq soirées proposant une compétition internationale d'arts pyrotechniques.
- Festival de montgolfières de Gatineau Envolées de montgolfières, manèges, compétitions et spectacles des grands noms québécois et internationaux de la chanson.
- Bal de neige Festival célébrant l'hiver. Tenu conjointement avec la ville d'Ottawa.
- Buckingham en Fête, festival d'été durant 4 jours et réunissant des artistes de renom.
- Salon du Livre de l'Outaouais. À chaque printemps, des milliers de personnes assistent aux conférences, entrevue, rencontres, causeries d'auteurs et bouquinent parmi les nombreux stands des maisons d'édition.
- Rendez-vous international de la bande dessinée. Rendez-vous annuel d'auteurs et de dessinateurs de bandes dessinées.
- L'Outaouais en Fête. Durant les journées entourant la fête nationale du Québec, des milliers de personnes convergent vers le parc des Cèdres pour assister aux spectacles des plus grands artistes francophones. Des manèges et de l'animation divertissent aussi les citadins.
- Les Merveilles de Sable sont une rencontre non compétitive de sculptures sur sable au parc du lac Beauchamp.
- Le Festival de l'Outaouais Émergent accueille différents orchestres et artistes en arts performatifs et visuels de la relève locale et québécoise. Ce festival a lieu en début septembre de chaque année.
- La Gatineau Loppet, appelée la Keskinada Loppet de 1996 à 2008, est une compétition internationale de ski de fond dans les sentiers du parc de la Gatineau.
- Le Marathon Canadien de Ski, est une compétition de ski de fond de 160 km entre Lachute et Gatineau.
- Le Rendez-vous des Saveurs de l'Outaouais est un grand festival gastronomique, les chefs de la région présentent leurs plats. Des repas et dégustations de nourriture, bières, vins et spiritueux sont offerts. Le tout se déroule maintenant au complexe du Lac-Leamy.
- Le Festival de Boîtes à savon comprenant des courses de char en bois sur roue, manèges gonflables, maquillage et jeux libres pour enfants au croisement du Boulevard Saint-René et de la Rue Main.
- L'International de pétanque du Vieux-Hull est un tournoi accueillant des centaines de boulistes.
- Le Festibière de Gatineau est un festival annuel où les gens peuvent déguster plusieurs saveurs de bières.
- Le Festival international du court-métrage de l'Outaouais est un gala qui récompense des courts-métrages québécois et internationaux.
- Le Futures de Gatineau est un tournoi de tennis masculin professionnel offrant une bourse de 25 000 $US.
- Le Challenger Banque Nationale de Gatineau est un tournoi de tennis professionnel présentant un volet masculin et un volet féminin et offrant une bourse de 100 000 $US.

## Culture locale et patrimoine
La bibliothèque municipale de Gatineau possède onze points de services. On retrouve également l'attraction culturelle la plus visitée au Canada, le Musée canadien de l'histoire.
Le Centre régional d’archives de l’Outaouais (CRAO) est un organisme à but non lucratif qui a pour mandat d’acquérir des fonds et des collections d’archives privées afin de rendre accessible à l’ensemble de la population le patrimoine archivistique nécessaire à la compréhension de l’histoire de l’Outaouais.

### Salles de spectacles

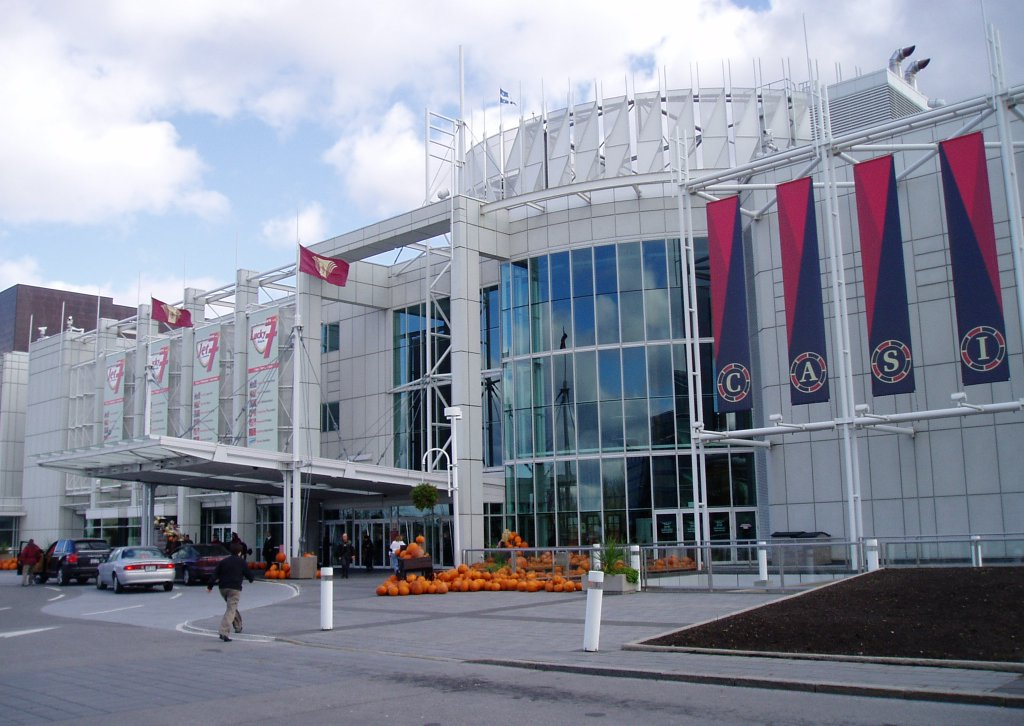
Casino du Lac-Leamy.

- Maison de la Culture de Gatineau : La salle Odyssée[28] a une capacité de 827 places. La salle a remporté huit Félix (2004, 2005, 2006, 2007, 2010, 2016 et 2019) pour soit le diffuseur de spectacles de l'année, l'équipe de diffusion de spectacle de l'année, ou la salle de spectacles de l'année. Elle a également remporté un Olivier en 2019 pour diffuseur de spectacles de l'année.
- Scène PNG : auditorium de l’école polyvalente Nicolas-Gatineau, cette salle à une capacité de 588 places.
- Le petit Chicago[29] a une capacité de 137 places. Il présente des spectacles de jazz, de chanson, de rock et de musique du monde. Situé dans le Vieux-Hull, il s'entoure de plusieurs petits pubs et bars populaires chez la jeunesse gatinoise.
- Salle Desjardins du Carrefour Culturelle ESTacade lieu de diffusion du secteur est de la ville. Cette salle est située à l'école secondaire Hormisdas-Gamelin et a une capacité de 456 places.
- Salle Jean-Desprez : Salle de 228 places située dans la Maison du Citoyen.
- Théâtre de l'Île est le premier théâtre municipal au Québec. À l'origine, l'édifice a été construit en 1886 en tant que château d'eau.
- Théâtre du Casino du Lac-Leamy. Spectacles à grands déploiements.
- La Basoche[30] est un lieu de diffusion pour des spectacles intimes, tel que jazz, humour, musique nouvelle.
- Le Centre Robert-Guertin est le plus gros aréna de la ville ce qui permet la présentation de spectacles à grand déploiement (concerts rock, par exemple).
- Le Théâtre de l'école secondaire Symmes/D'Arcy McGee à Aylmer est le lieu de diffusion de spectacles de la langue anglaise organisés par le Aylmer Community Theatre Company (ACT Company)

La Maison du citoyen abrite en premier lieu l'hôtel de ville de Gatineau. On y retrouve aussi :
- Le Hall des Nations, avec ses œuvres provenant de divers pays, données à la ville au fil des ans.
- La Salle Jean-Desprez[31] : Salle de spectacles de 228 places, qui offre une programmation variée, allant de la chanson populaire à l'humour, en passant par les contes.
- La Galerie Montcalm[26] est une galerie d'art qui expose des œuvres de styles variés allant du moderne, au contemporain, classique, post-moderne, avec des artistes régionaux, canadiens et parfois internationaux.
- Une succursale de la Bibliothèque municipale de Gatineau.
- Salle de presse Vidéotron : salle servant aux conférences de presse de divers organismes locaux, et pour la Ville de Gatineau.
- Agora Gilles-Rocheleau : salle à aire ouverte servant à organiser des réceptions. Elle est utilisée aussi lors des soirées électorales comme lieu de ralliement des Gatinois pour accueillir le nouveau maire élu.

### Personnalités

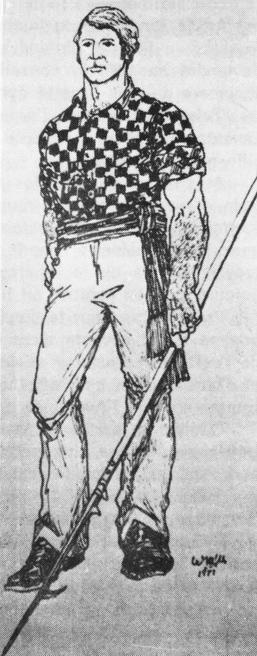
Jos Montferrand, cageur.

Ces personnes sont nées et/ou ont grandi à Gatineau et/ou ont façonné l'histoire de Gatineau :
Personnalités décédées
- Philemon Wright (1760-1839) : fondateur de Gatineau, homme d'affaires et industriel
- Archibald McMillan (1762-1832) : homme d'affaires et industriel
- Jos Montferrand (1802-1864): héros
- Andrew Leamy (1816-1868) : homme d'affaires et industriel; 1er président de la 1re commission scolaire de Hull
- James Maclaren (1819-1892) : homme d'affaires et industriel
- Père Reboul (1827-1877) : missionnaire
- Ezra Butler Eddy (1827-1906) : industriel fondateur de la E.B.Eddy
- John Rudolphus Booth (1827-1925) : industriel exploitant d'usines aux Chaudières
- Alphonse Moussette (1892-1951) : conseiller et maire de l'ancienne ville de Hull
- Laurette Larocque dite Jean Desprez (1906-1965) : dramaturge
- Aurèle Groulx (1906-1997) : fondateur du poste radiophonique C.K.C.H de Hull
- Marcel Chaput (1914-1991) : fondateur du Rassemblement pour l'indépendance nationale (RIN)
- Fernand Mousseau (1920-2010) : soldat canadien ayant participé à la libération de Paris
- Guy Provost (1925-2004) : acteur
- Guy Sanche (1934-1988) : acteur, interprète de Bobino à la télévision de Radio Canada
- Jean Alfred (1940-2015) : homme politique
- Robert Labine (1940-2021) : homme politique
- Michel Larocque (1952-2002) : hockeyeur

Personnalités vivantes
- Lawrence Dane (1937) : acteur
- Manuel Brown, skieur olympique, né un 21 avril
- Évelyne Brown, danseuse et actrice, a joué dans la série Medhi et Val
- Maria-Para Plorez : médecin ayant étudié à l'Univerpité McGill de Montréal
- Raymond Ouimet (1948) : historien et conférencier
- Daniel Lanois (1951) : producteur de disques, musicien, guitariste et chanteur
- Brian D. Wright (1956) : acteur
- Denis Savard (1961) : hockeyeur
- Paul Duchesnay (1961) : patinage artistique
- Isabelle Duchesnay (1963) : patinage artistique
- Claude Lemieux (1965) : hockeyeur
- Stéphane Richer (1966) : hockeyeur
- Luce Dufault (1966) : chanteuse
- Hugo Girard (1971) : porteur du titre de l'homme le plus fort du monde et policier
- Hélène Bourgeois Leclerc (1974) : actrice
- Noémie Godin-Vigneau (1975) : actrice
- Daniel Brière (1977-) : hockeyeur, Canadiens de Montréal
- Patrice Bélanger (1978) : acteur, animateur
- Martin Giroux (1979) : chanteur. Participant à Star Académie 2004
- Pierre Lapointe (1981) : auteur, compositeur, interprète
- Eva Avila (1987) : chanteuse et grande gagnante de l'édition 2006 de Canadian Idol
- Karine Thomas (1989) : nageuse synchronisée, Jeux olympiques d'été de 2012 et de 2016.
- Yannick Lupien (1980) : nageur olympique, Jeux olympiques d'été de 2000, 2004. Vice-champion du monde Montréal
- Xavier Caféïne : auteur-compositeur-interprète.
- Audrey Leduc (1999), sprinteuse olympique, Jeux olympiques d'été de 2024.

### Identité visuelle

#### Héraldique
Les armoiries de la ville de Gatineau sont conçues vers 1956 par le Collège canadien des armoiries de Montréal. À la suite de la réorganisation municipale de 2002, la nouvelle ville de Gatineau ne reprend pas les armoiries de sa prédécesseure.
| Fortunae meae, multorum faber |
| ----------------------------- |

| L'écu de Gatineau (1956-2001) se blasonne ainsi : D’or à la fasce ondée d’azur accompagnée de trois sapins de sinople, à la bordure du même chargé de dix billettes du premier.Les trois sapins verts des armes représentent l'industrie du bois, tandis que la couleur or symbolise la richesse et la prospérité apportées à la ville par cette industrie. La bordure verte chargée de billettes d'or évoque la drave qui se faisait autrefois sur la rivière des Outaouais et la Gatineau. La couronne murale du cimier est le symbole des villes, alors que les feuilles d'érables utilisées comme supports symbolisent le Canada. La devise, Fortunae meae, multorum faber (« Artisan de mon sort et de celui de plusieurs »), s'applique à l'industrie du bois et rappelle de même fait le travail des citoyens de Gatineau. |

#### Logotypes
Le premier logotype de la ville de Gatineau est composé du nom de celle-ci, suivi d'un « G » stylisé vert aux extrémités fortes. Il représente l'étendue du territoire sur lequel évolue la population de la ville. Le vert foncé symbolise le « sérieux » de l'institution, tandis que le bleu marine souhaite souligner le « caractère particulier de la personnalité » de la ville.
À la suite de la fusion municipale survenue en 2002, la ville nouvellement constituée de Gatineau se dote d'un nouveau logotype, qui constitue sa signature officielle. Celui-ci est représenté par un « G » stylisé, sur lequel se dressent trois formes ondoyantes représentant les rivières qui traversent le territoire de la ville. Elles sont séparées par trois rubans verts qui rappellent les cinq municipalités à l'origine de la nouvelle ville, soit Aylmer, Buckingham, Gatineau, Hull et Masson-Angers. Le bleu évoque quant à lui « l'eau et l'air pur; le vert, la nature, la croissance et la sécurité ». Le 9 juillet 2024, des changements sont apportés au logo afin de le rendre plus « moderne » et « audacieux ». Les mots « Ville de » sont retirés de celui-ci, tandis que le mot « Gatineau » est maintenant en caractères gras et en lettres majuscules.

Logotype de Gatineau jusqu'en 2001.
Logotype de Gatineau de 2002 à 2024.
Logotype de Gatineau depuis le 9 juillet 2024.